# Specie di Orobanche
Elenco delle specie di Orobanche.

La seguente lista è tratta principalmente dalla checklist "The Plant List"; altre specie (quelle presenti in Europa e considerate "unresolved" in "The Plant List") sono tratte dalla checklist "The Euro+Med PlantBase".

## A

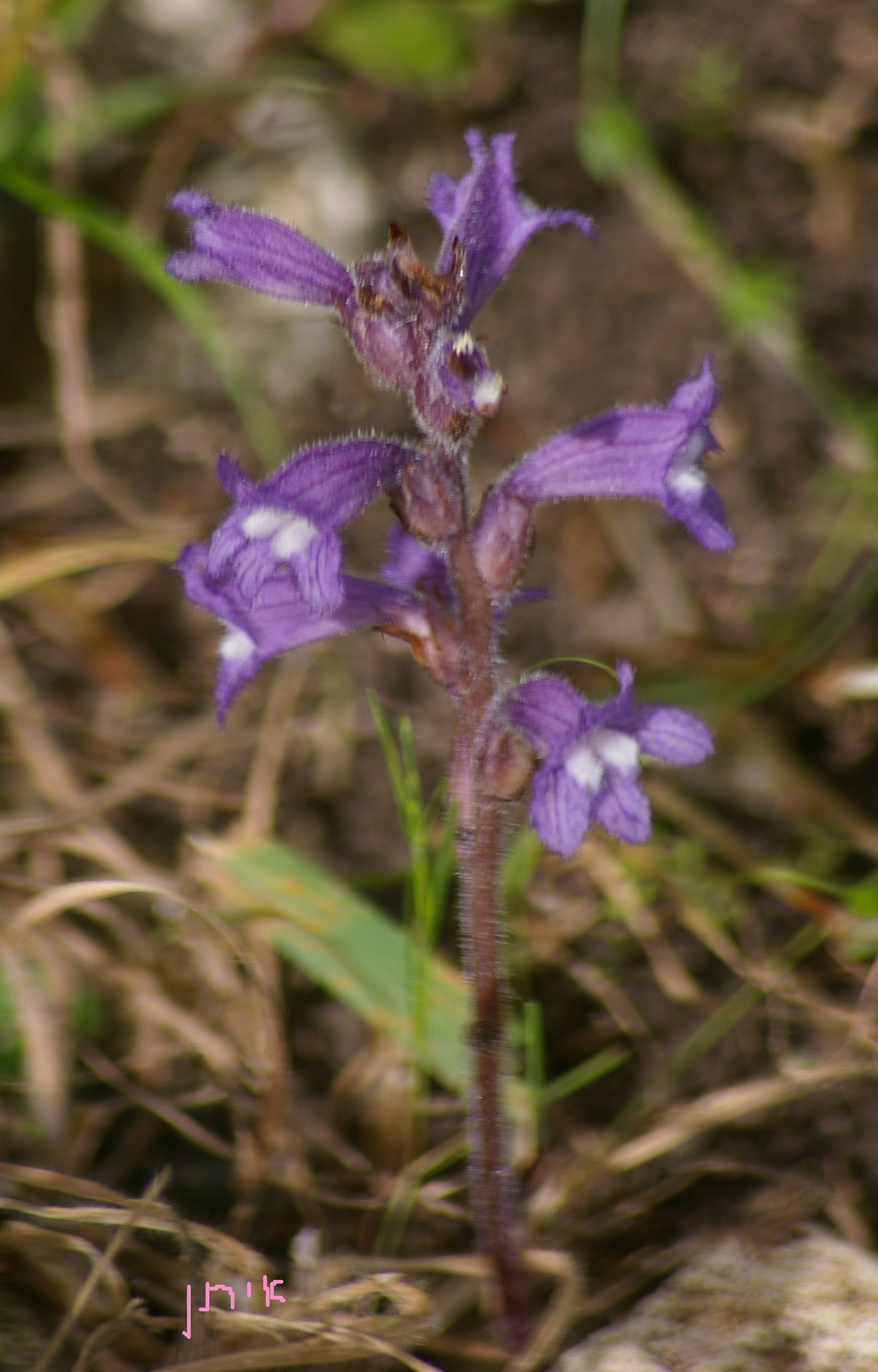
Orobanche aegyptiaca
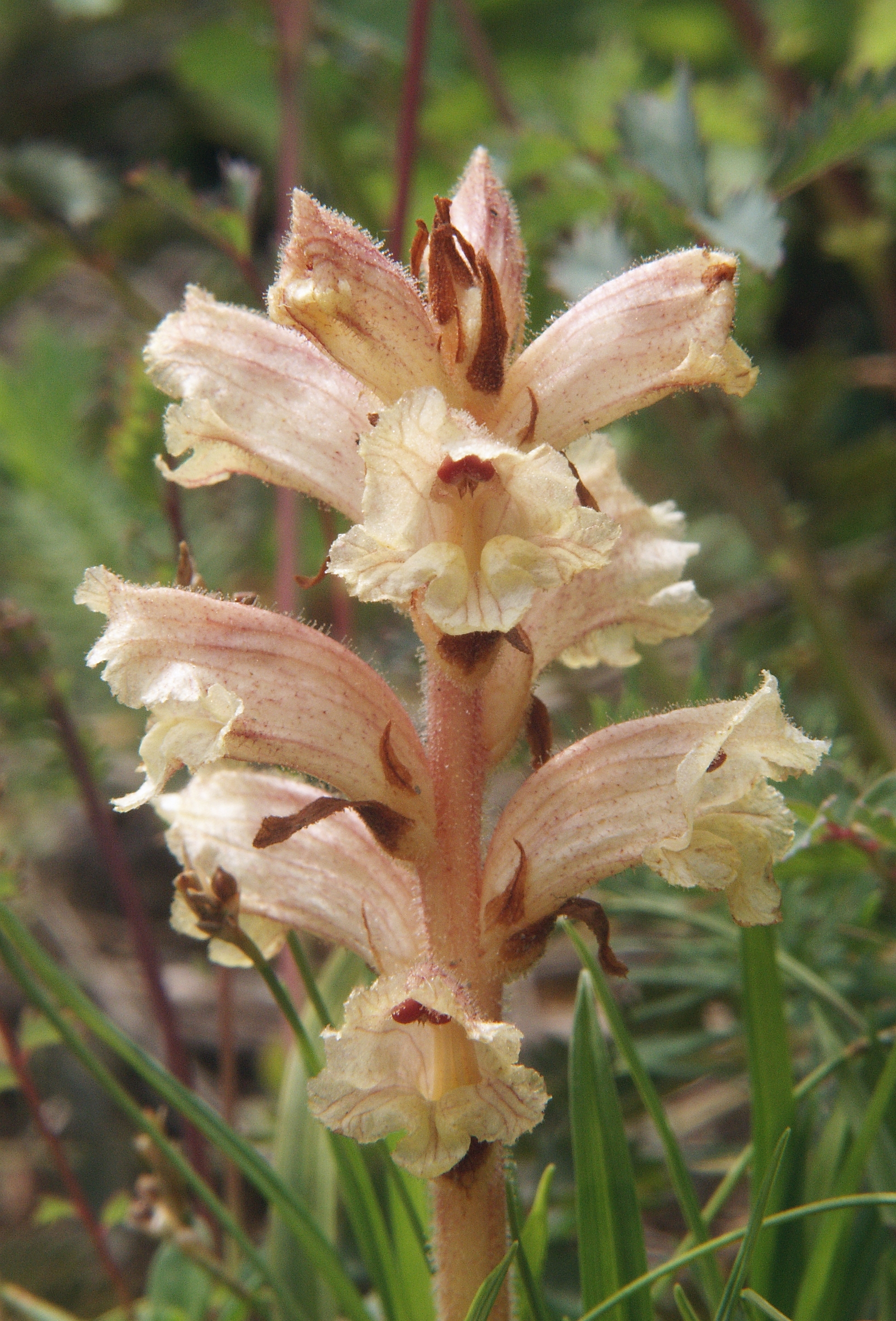
Orobanche alba
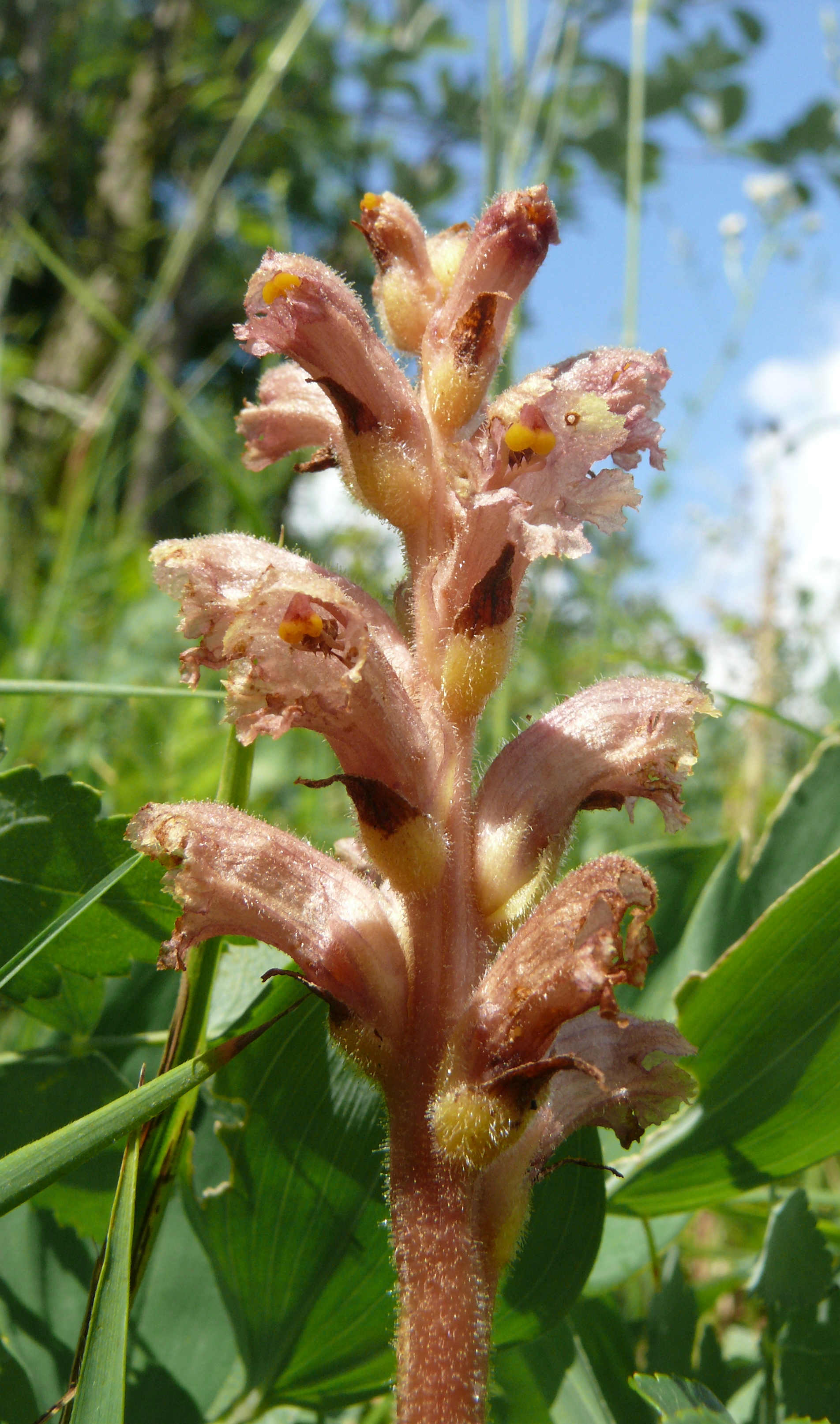
Orobanche alsatica
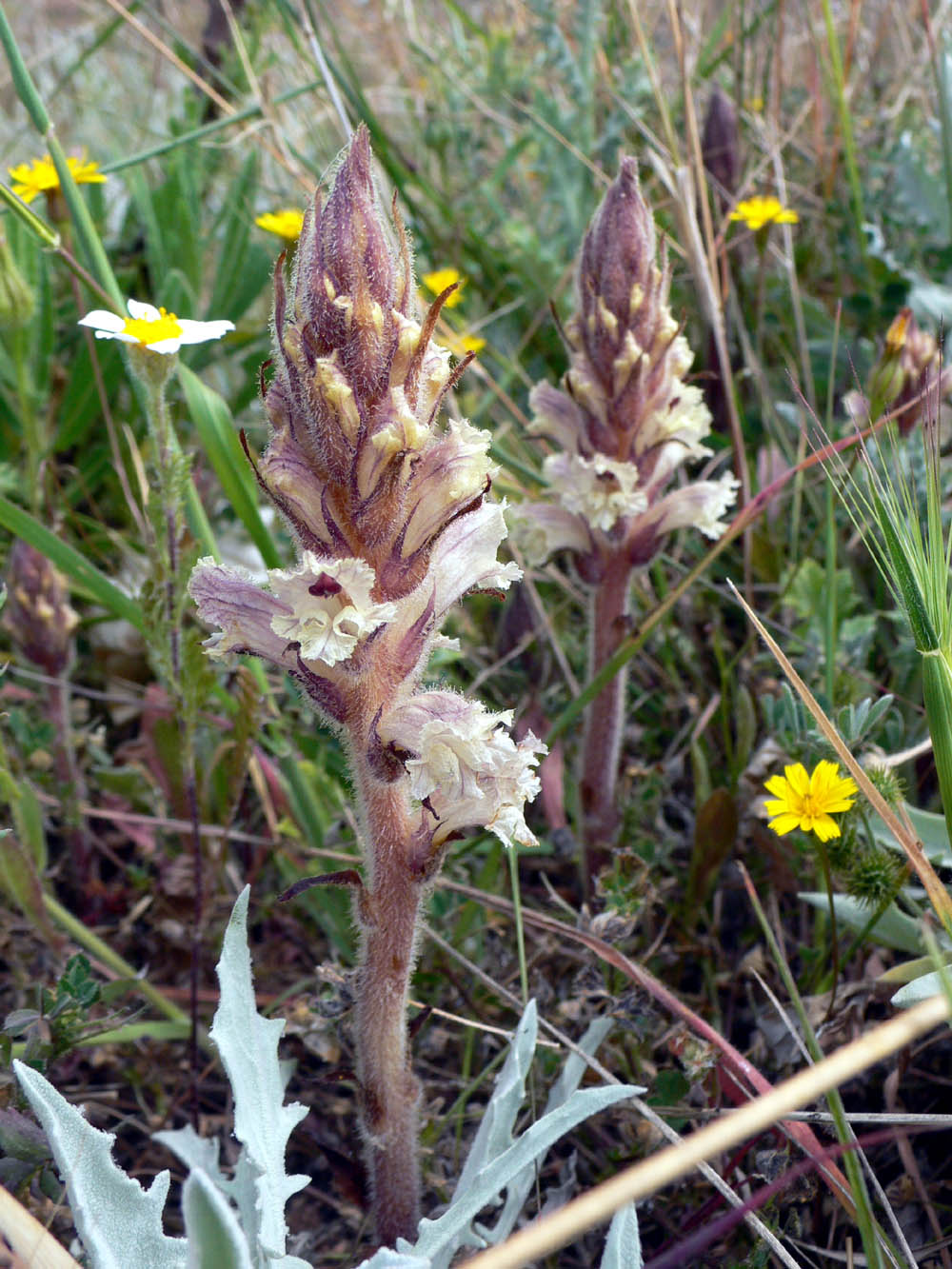
Orobanche amethystea
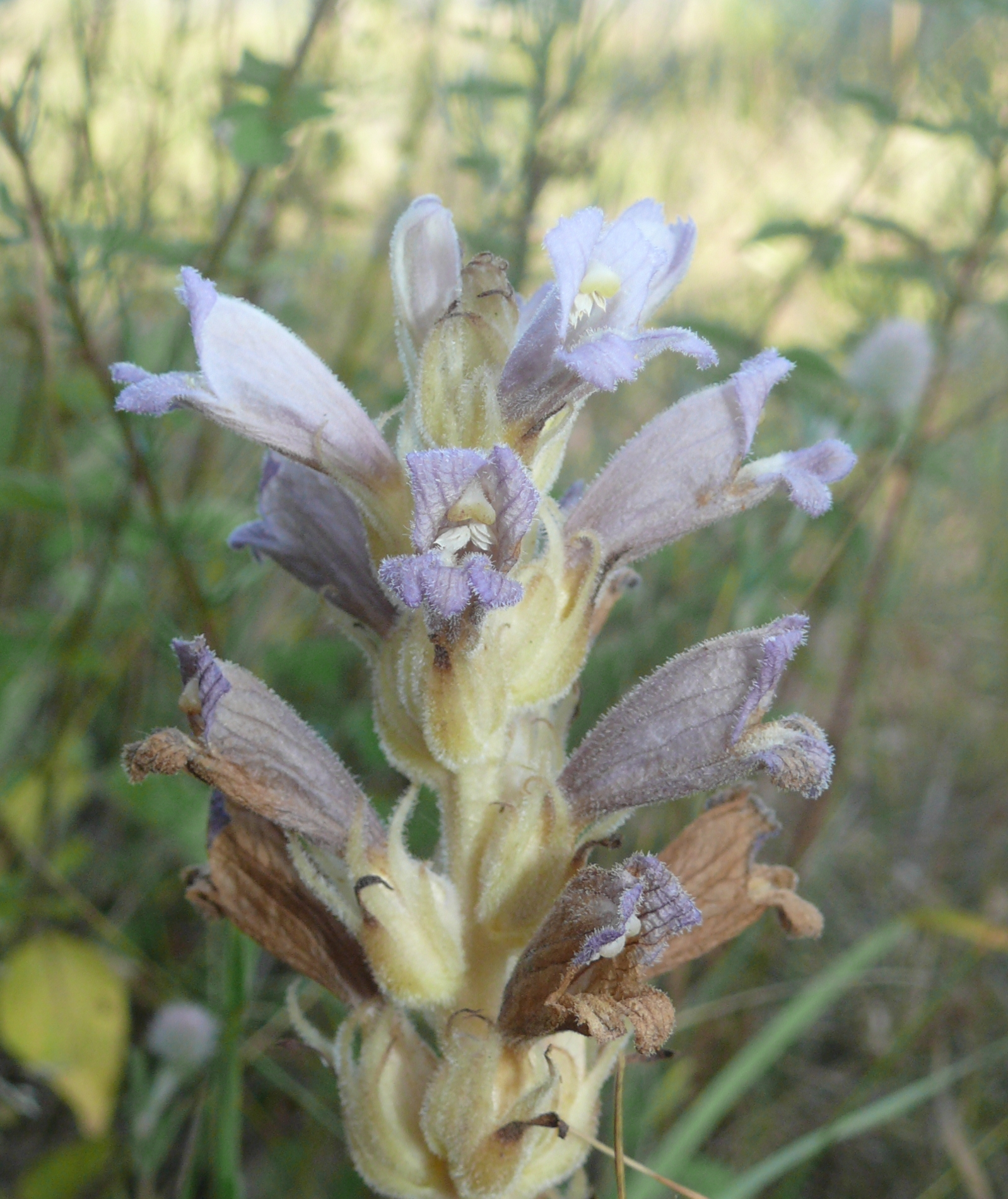
Orobanche arenaria
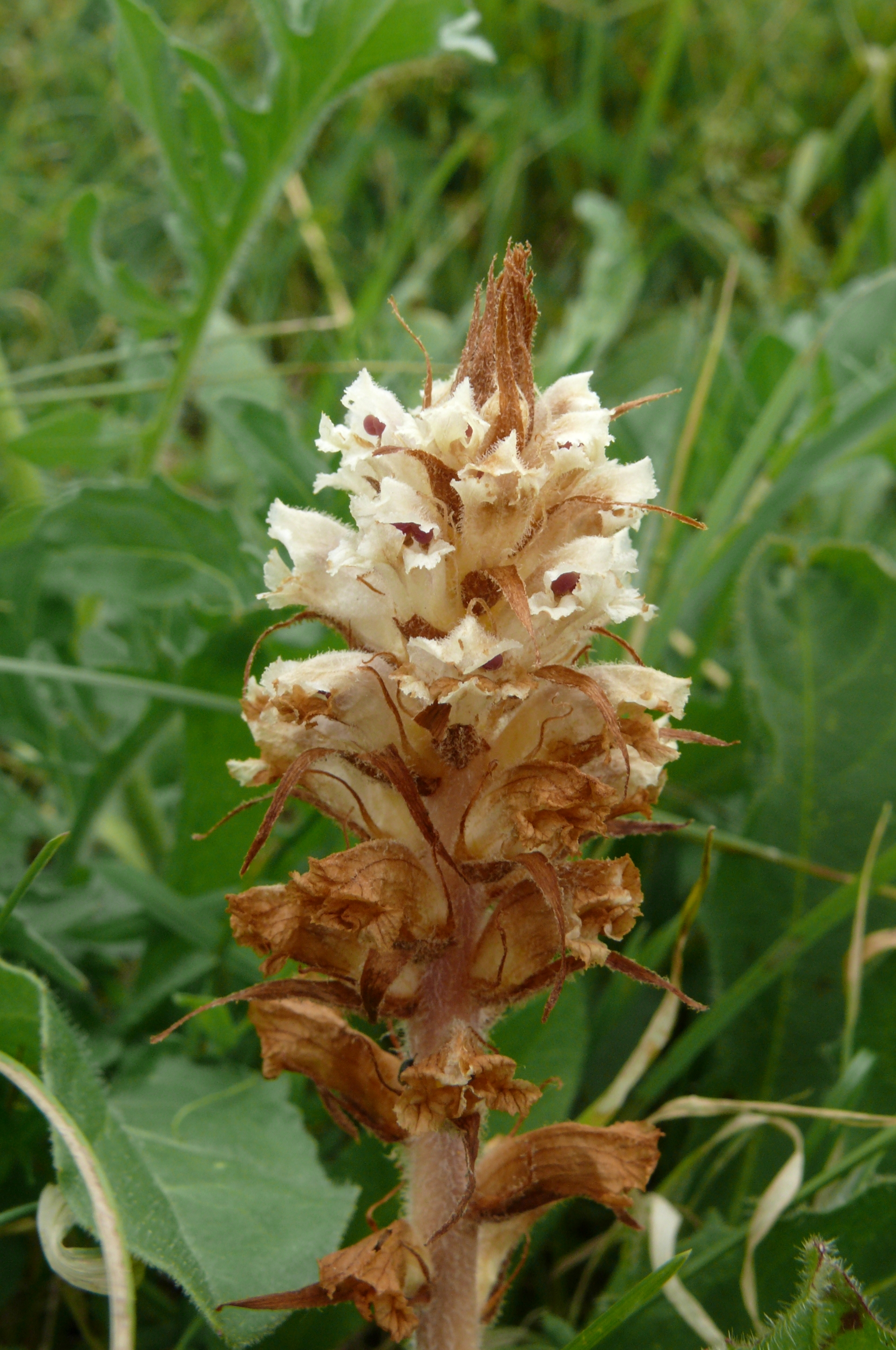
Orobanche artemisiae-campestris

- Orobanche aegyptiaca Pers., 1806
- Orobanche alba Stephan ex Willd., 1800
- Orobanche almeriensis A. Pujadas, 1995[3]
- Orobanche alsatica Kirschl., 1836
- Orobanche amethystea Thuill., 1799
- Orobanche amoena C.A.Mey., 1830
- Orobanche anatolica Reut., 1847[4]
- Orobanche androssovii Novopokr.
- Orobanche angustilaciniata Gilli, 1961
- Orobanche arenaria Borkh., 1794
- Orobanche artemisiae-campestris Gaudin, 1829
- Orobanche astragali Mouterde, 1973[5]
- Orobanche australis Moris ex Bertol., 1847

## B

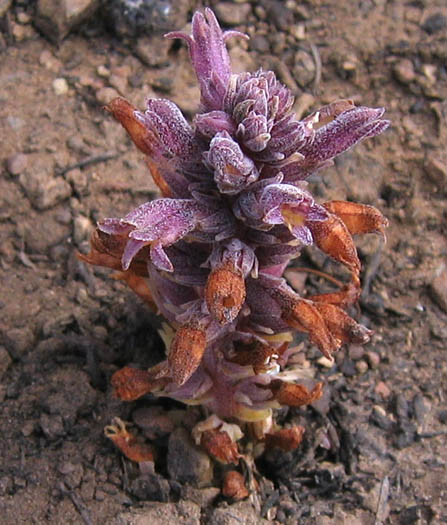
Orobanche bulbosa

- Orobanche ballii (Maire) Domina, 2013[6]
- Orobanche ballotae A. Pujadas, 1997[7]
- Orobanche baumanniorum Greuter, 1987[8]
- Orobanche benkertii Rätzel & Uhlich, 2004[9]
- Orobanche borissovae Novopokr.
- Orobanche brachypoda Novopokr.
- Orobanche brassicae (Novopokr.) Novopokr.
- Orobanche bulbosa Beck, 1890
- Orobanche bungeana Beck, 1890

## C

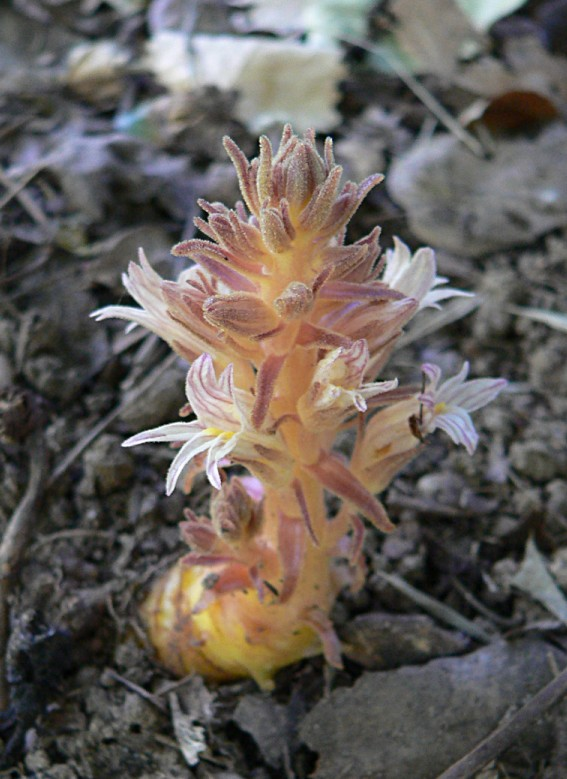
Orobanche californica
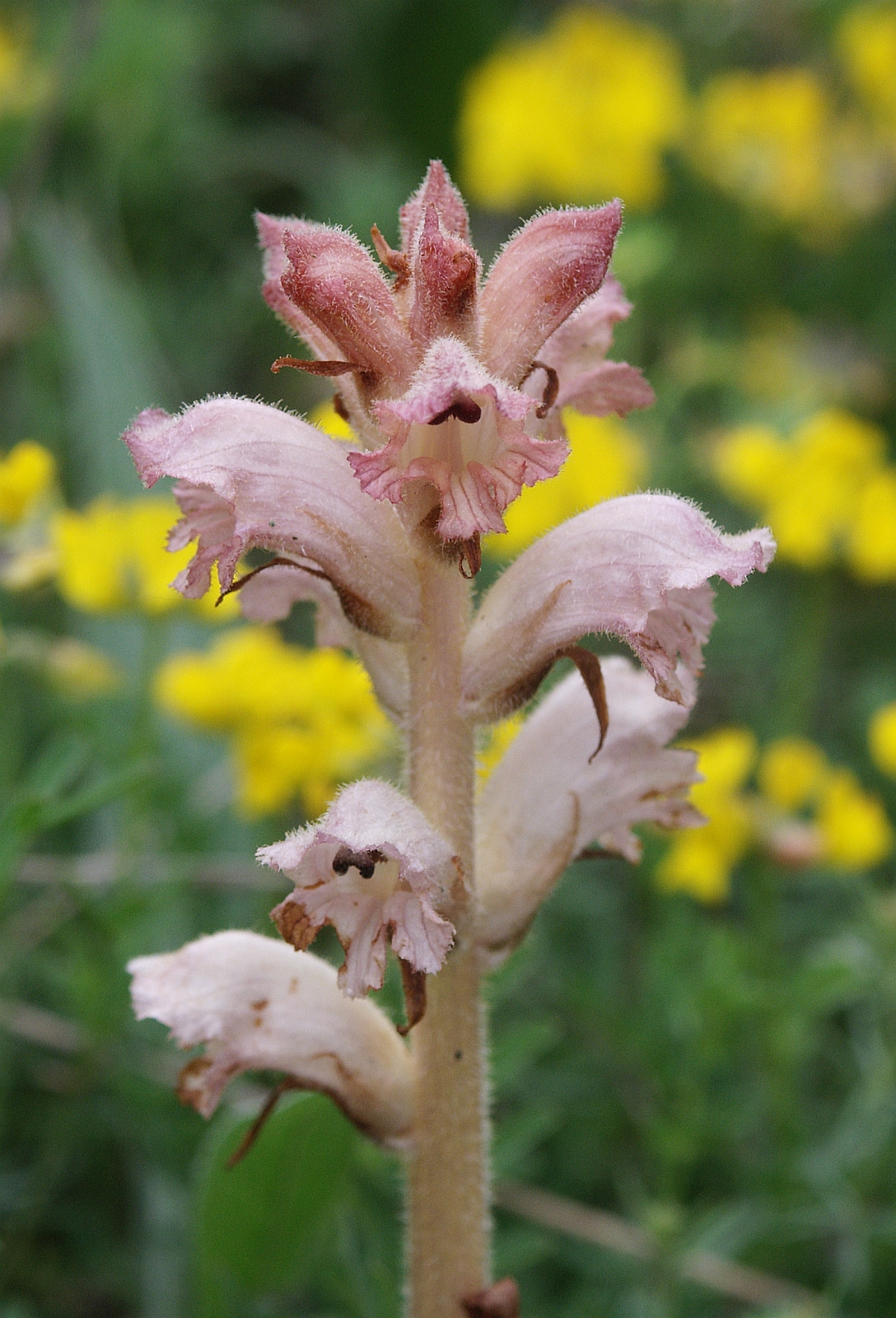
Orobanche caryophyllacea
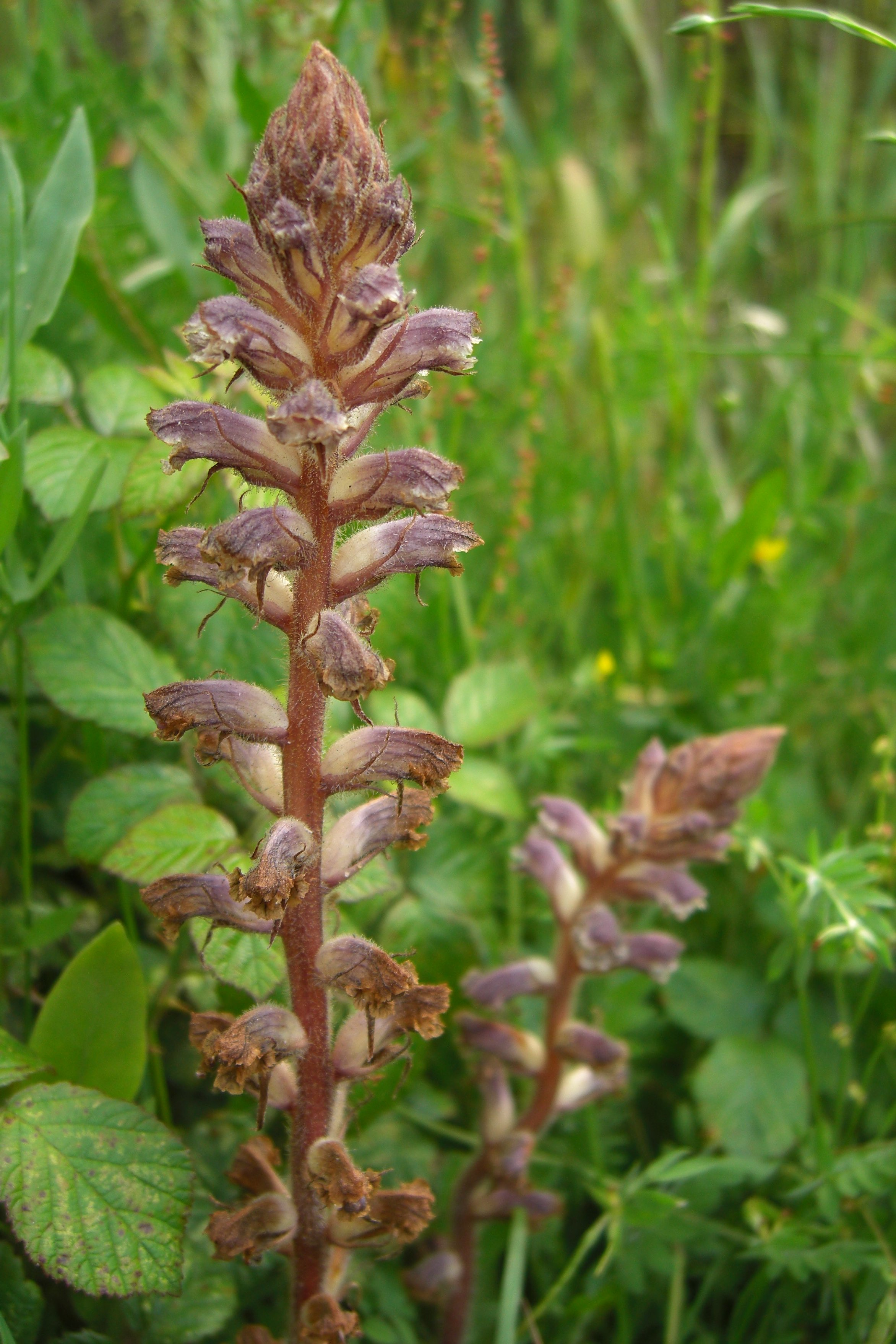
Orobanche chilensis
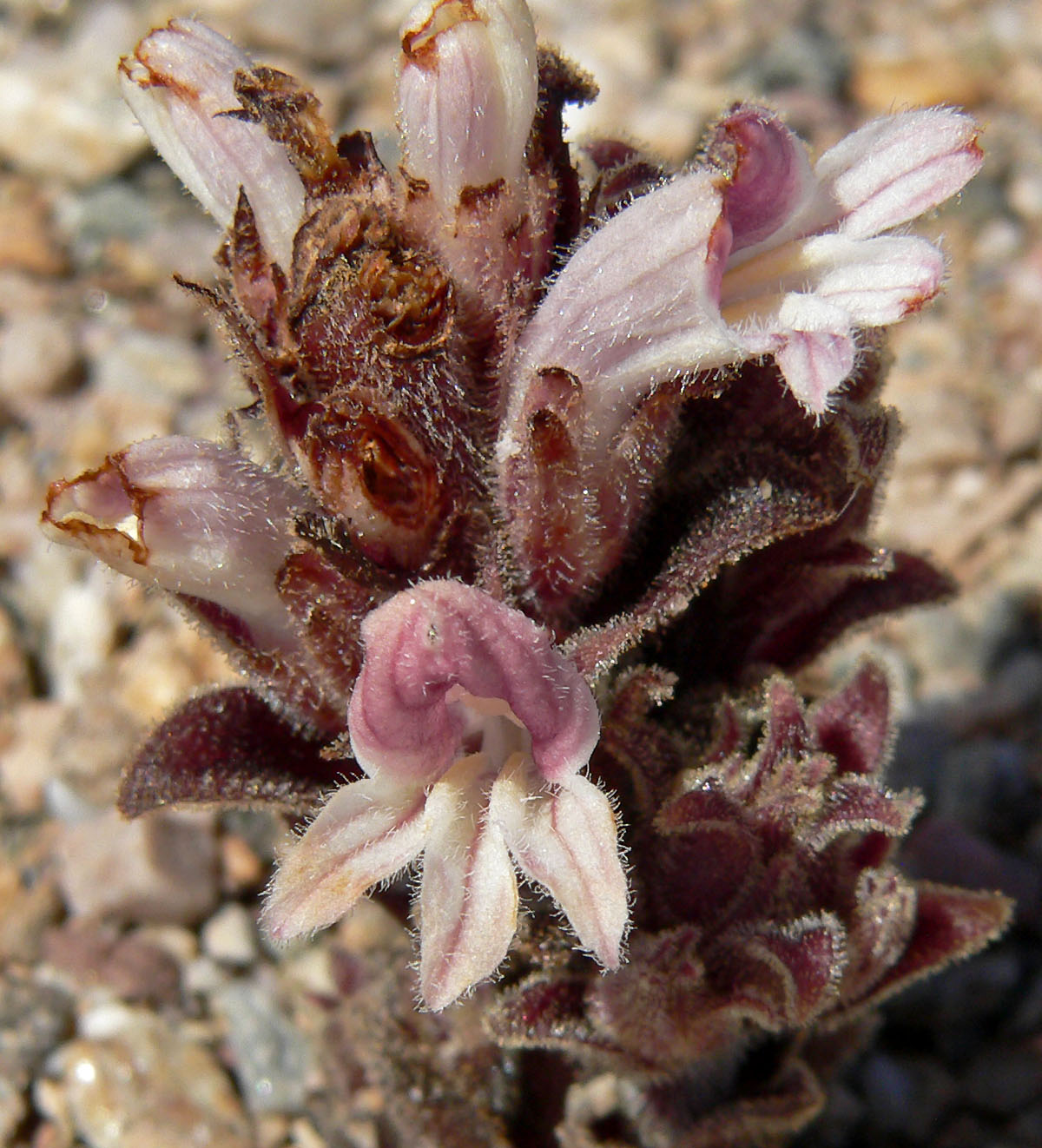
Orobanche cooperi
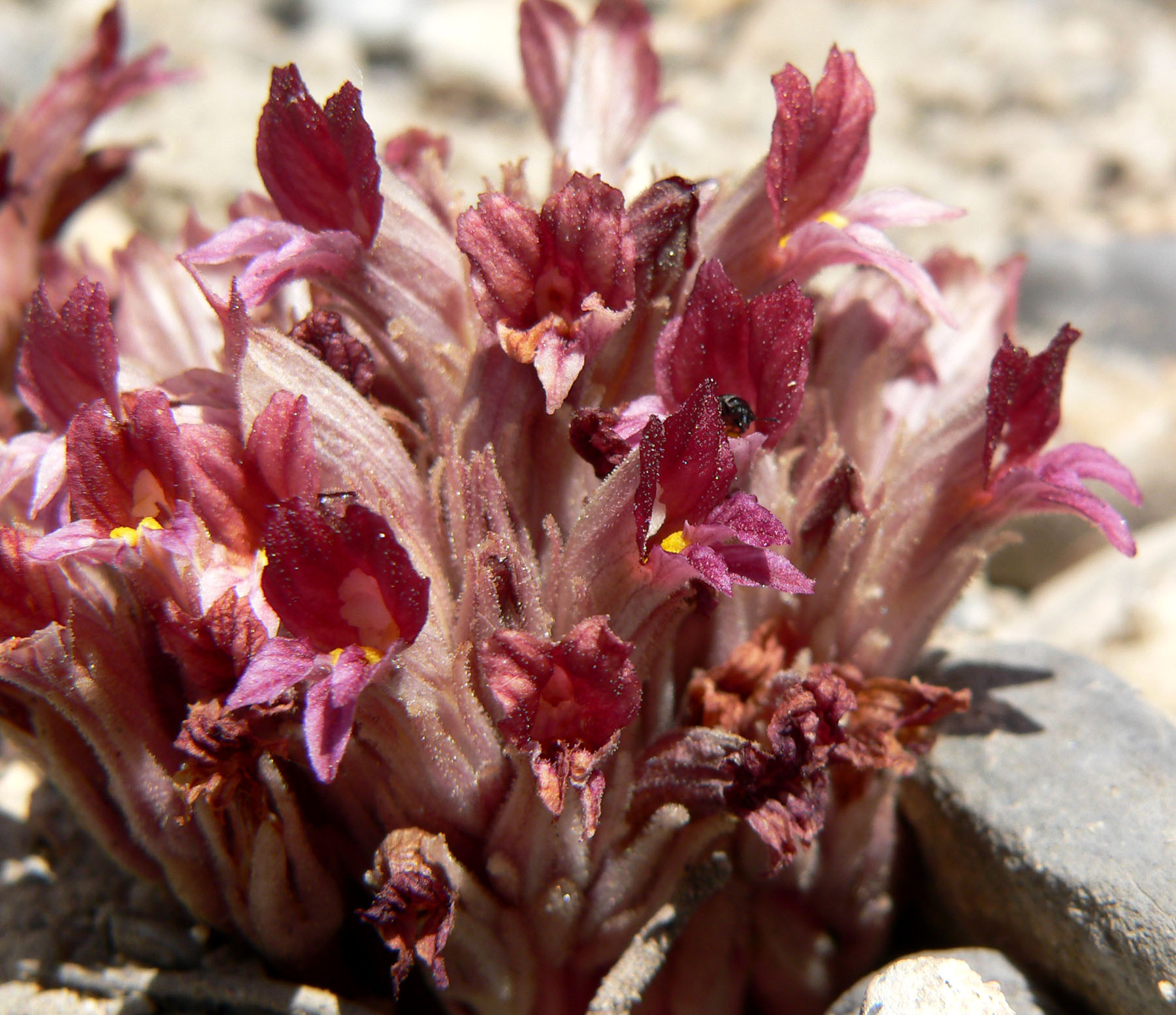
Orobanche corymbosa
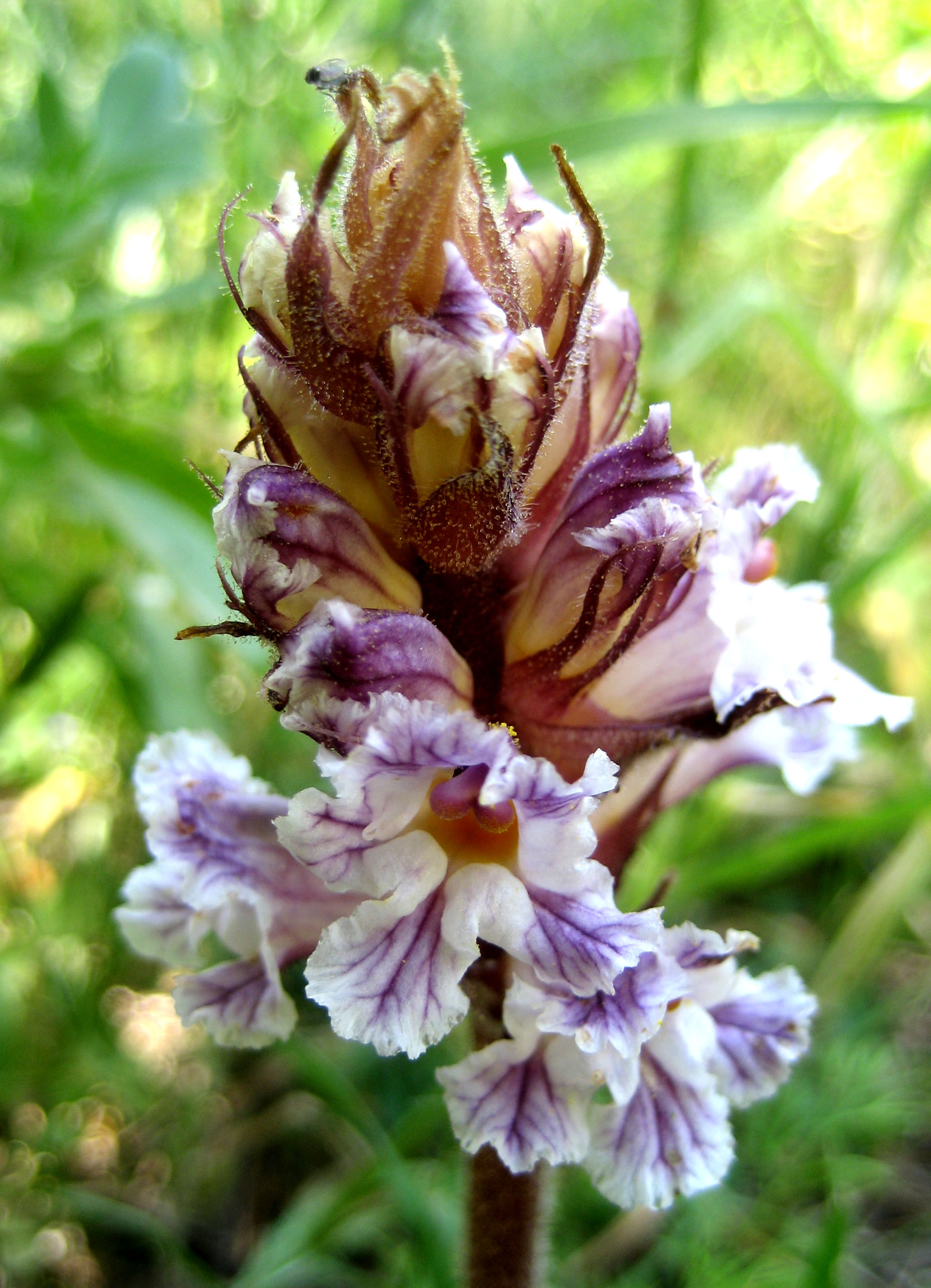
Orobanche crenata

- Orobanche caesia Rchb., 1829
- Orobanche calendulae Pomel, 1847
- Orobanche californica Cham. & Schltdl., 1828
- Orobanche camphorosmae (Carlón & al.) A. Pujadas & Triano, 2011[10]
- Orobanche camptolepis Boiss. & Reut., 1879[11]
- Orobanche canescens C.Presl, 1822
- Orobanche castellana Reut., 1847[12]
- Orobanche caryophyllacea Sm., 1798
- Orobanche caucasica Beck, 1922
- Orobanche cernua Loefl., 1758
- Orobanche chilensis (Phil.) Beck, 1890
- Orobanche chironii Lojac., 1878
- Orobanche cilicica Beck, 1890
- Orobanche cistanchoides Beck, 1885
- Orobanche clarkei Hook. f., 1884
- Orobanche clausonis Pomel, 1874
- Orobanche coelestis (Reut.) Boiss. & Reut. ex Beck, 1890
- Orobanche coerulescens Stephan ex Willd., 1800
- Orobanche cohenii Domina & Danin, 2014 [13]
- Orobanche colorata K. Koch, 1843[14]
- Orobanche connata K. Koch, 1849[15]
- Orobanche cooperi (A. Gray) A. Heller, 1898
- Orobanche corymbosa (Rydb.) R.S. Ferris, 1958
- Orobanche crenata Forssk., 1775
- Orobanche cumana Wallr., 1825[16][17]
- Orobanche cypria Kotschy, 1865[18]
- Orobanche cyrenaica Beck, 1910[19]
- Orobanche cyrnea Jeanm. & al., 2005[20]

## D
- Orobanche daninii Domina & Raimondo, 2000[21]
- Orobanche densiflora Salzm. ex Reut., 1847
- Orobanche denudata Moris, 1828

## E

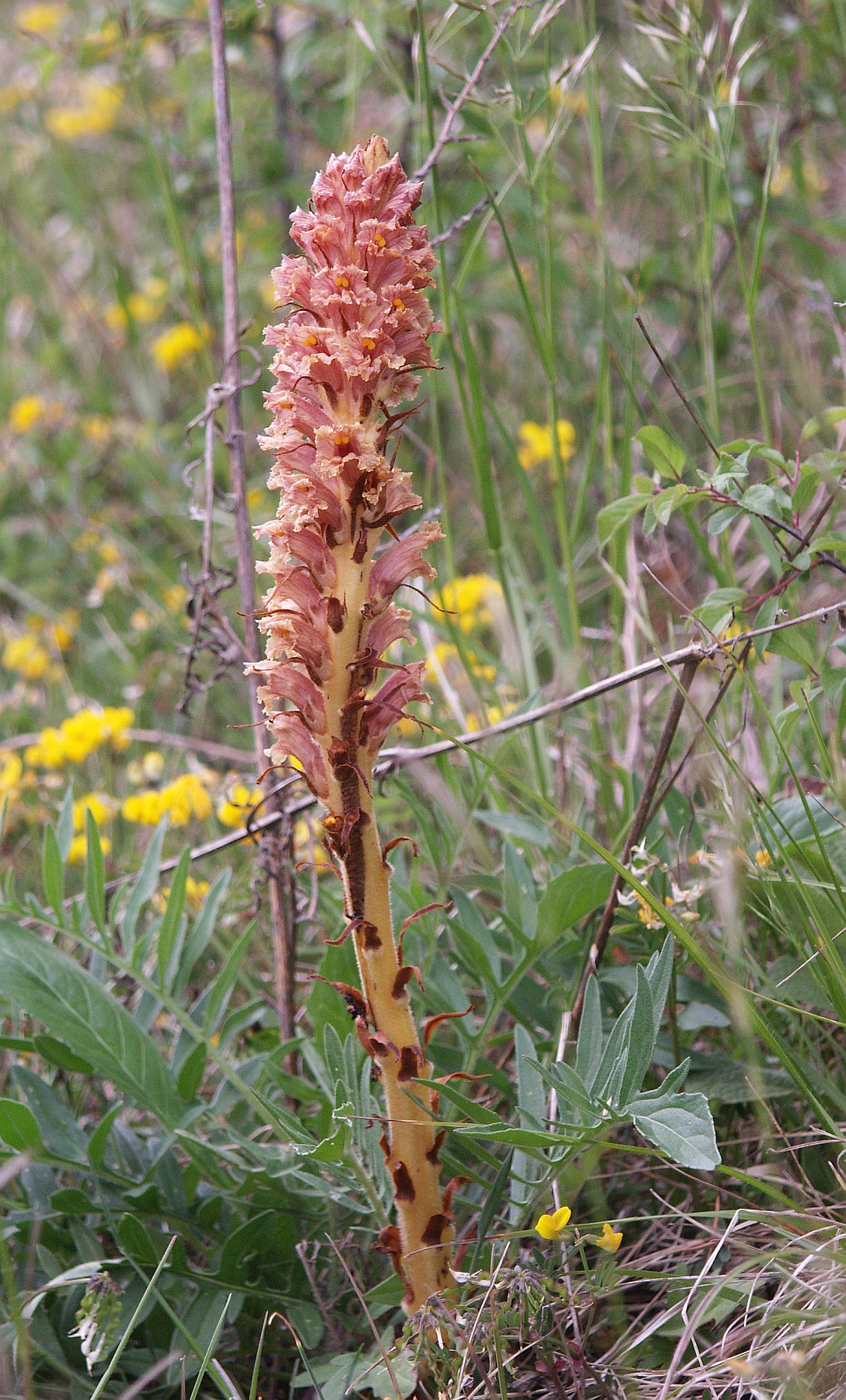
Orobanche elatior

- Orobanche ebuli Huter & Rigo, 1907[17][22][23]
- Orobanche elatior Sutton, 1798
- Orobanche esulae Pancic, 1884

## F

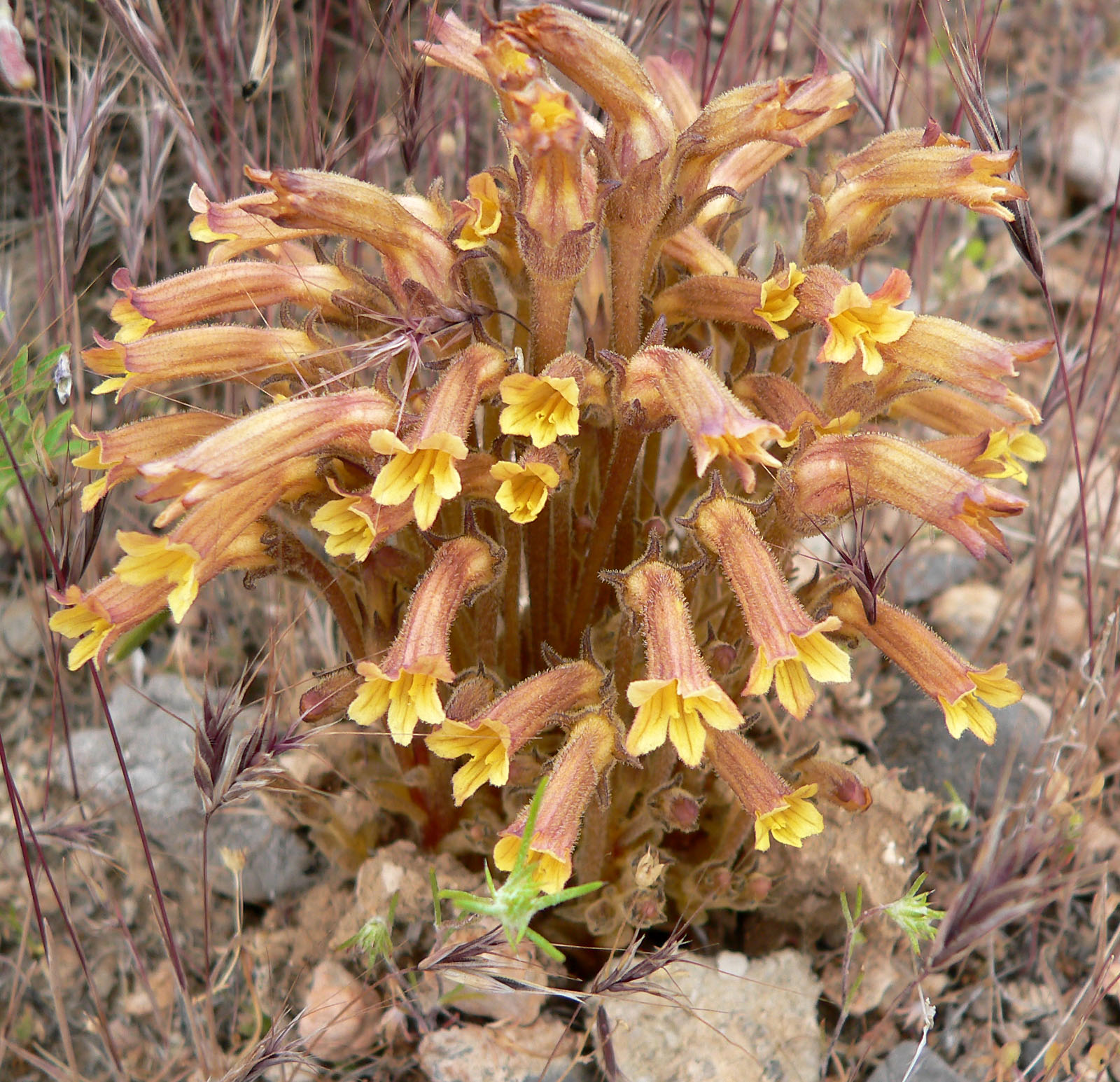
Orobanche fasciculata
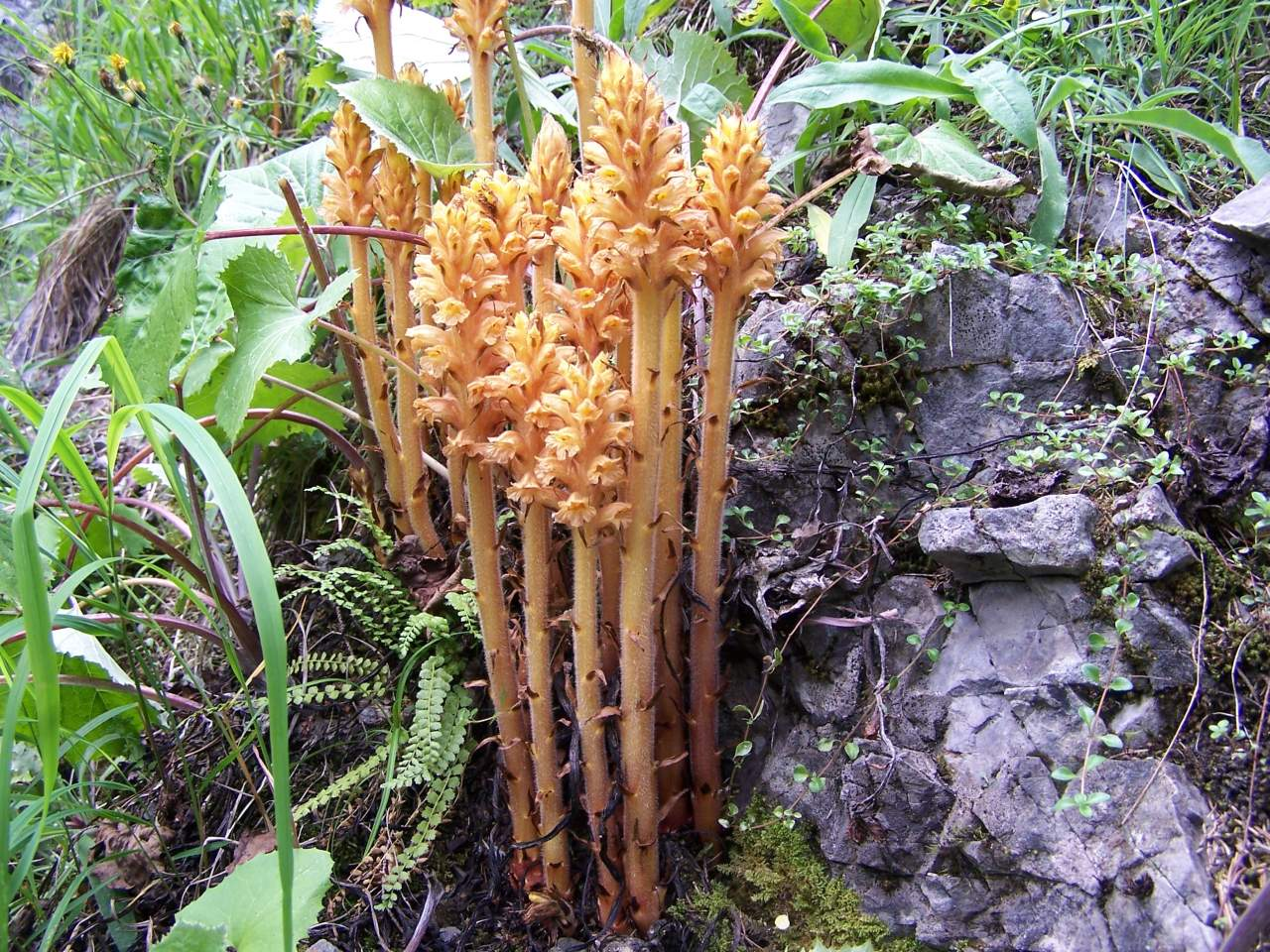
Orobanche flava

- Orobanche fasciculata Nutt., 1818
- Orobanche flava Mart. ex F.W.Schultz, 1829
- Orobanche foetida Poir., 1798

## G

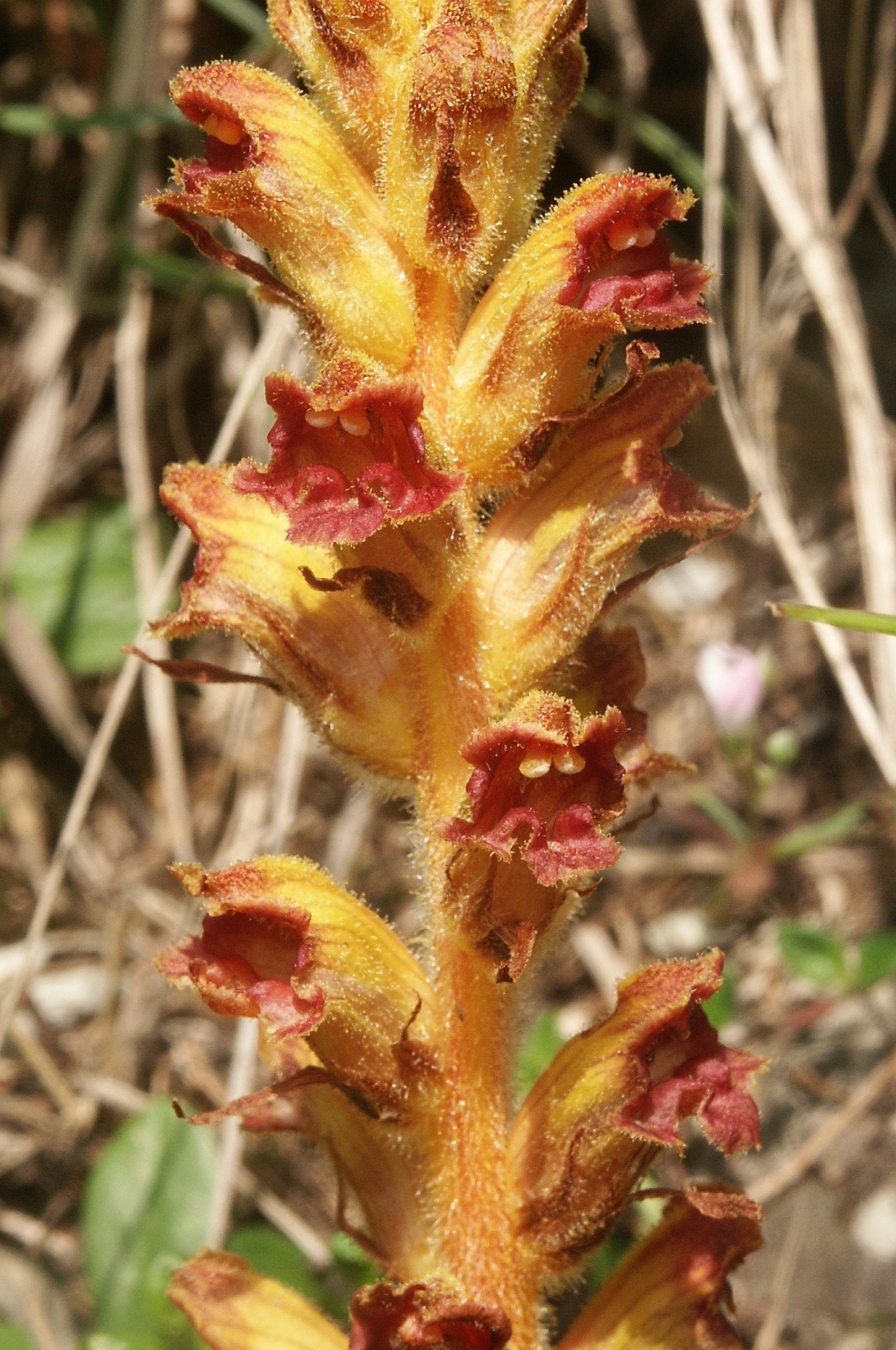
Orobanche gracilis
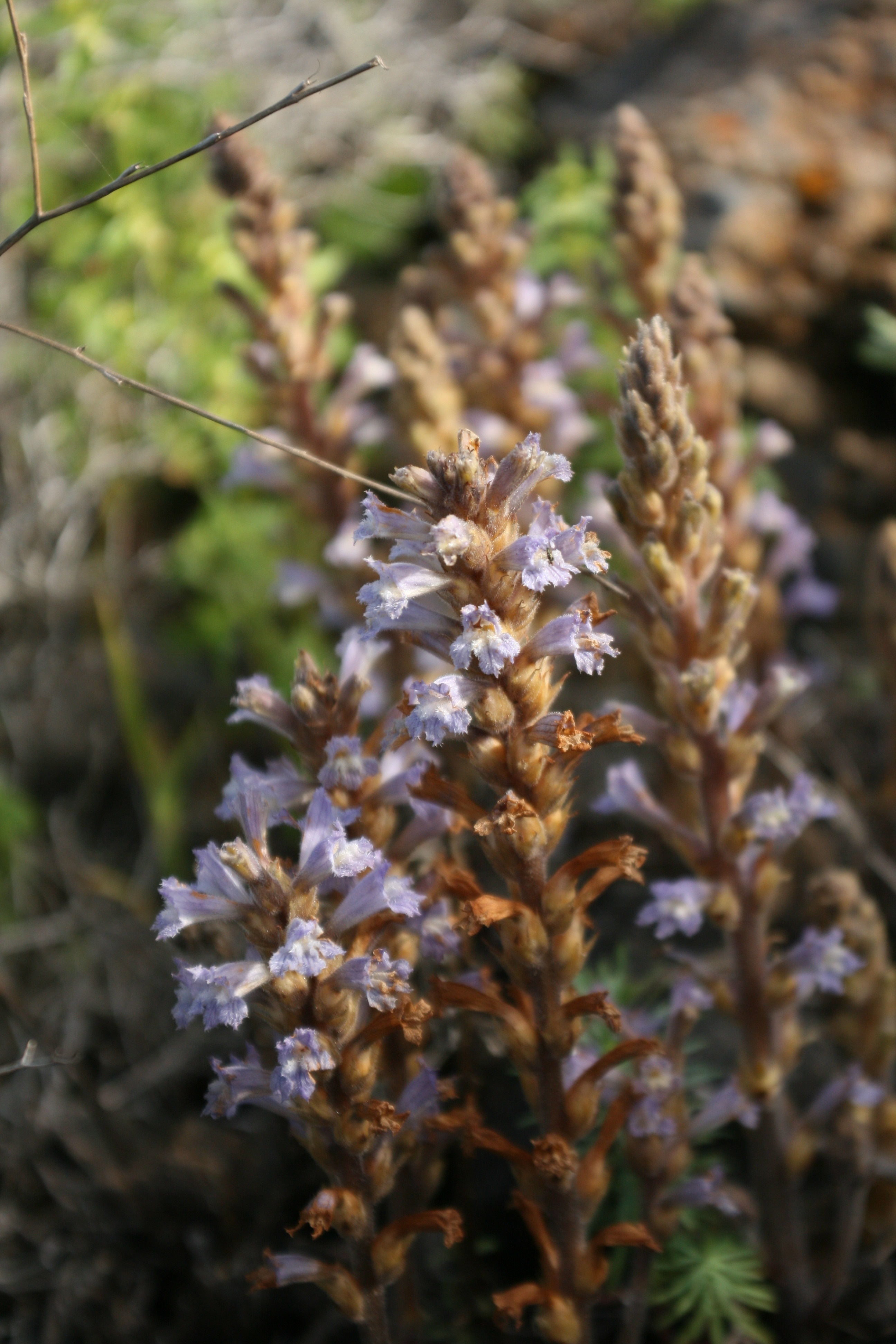
Orobanche gratiosa

- Orobanche gamosepala Reut., 1847[24]
- Orobanche georgii-reuteri (Carlón & al.) A. Pujadas, 2006[25]
- Orobanche glabricaulis Tzvelev, 1958[26]
- Orobanche gracilis Sm., 1798
- Orobanche gratiosa (Webb) Linding., 1926[27]
- Orobanche grayana Beck, 1890
- Orobanche grigorjevii Novopokr., 1950[28]
- Orobanche grisebachii Reut., 1847
- Orobanche grossheimii Novopokr., 1949[29]

## H

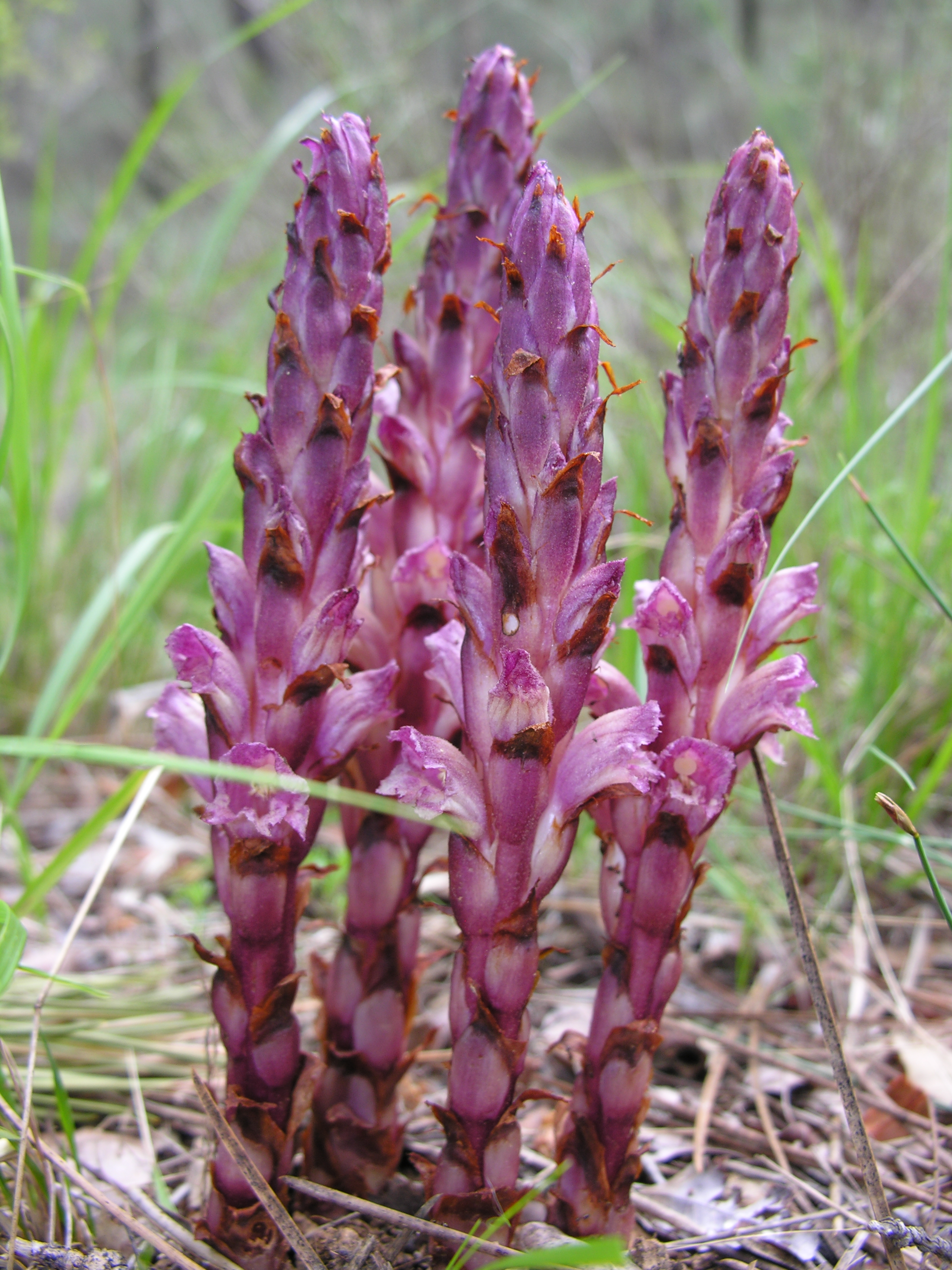
Orobanche haenseleri
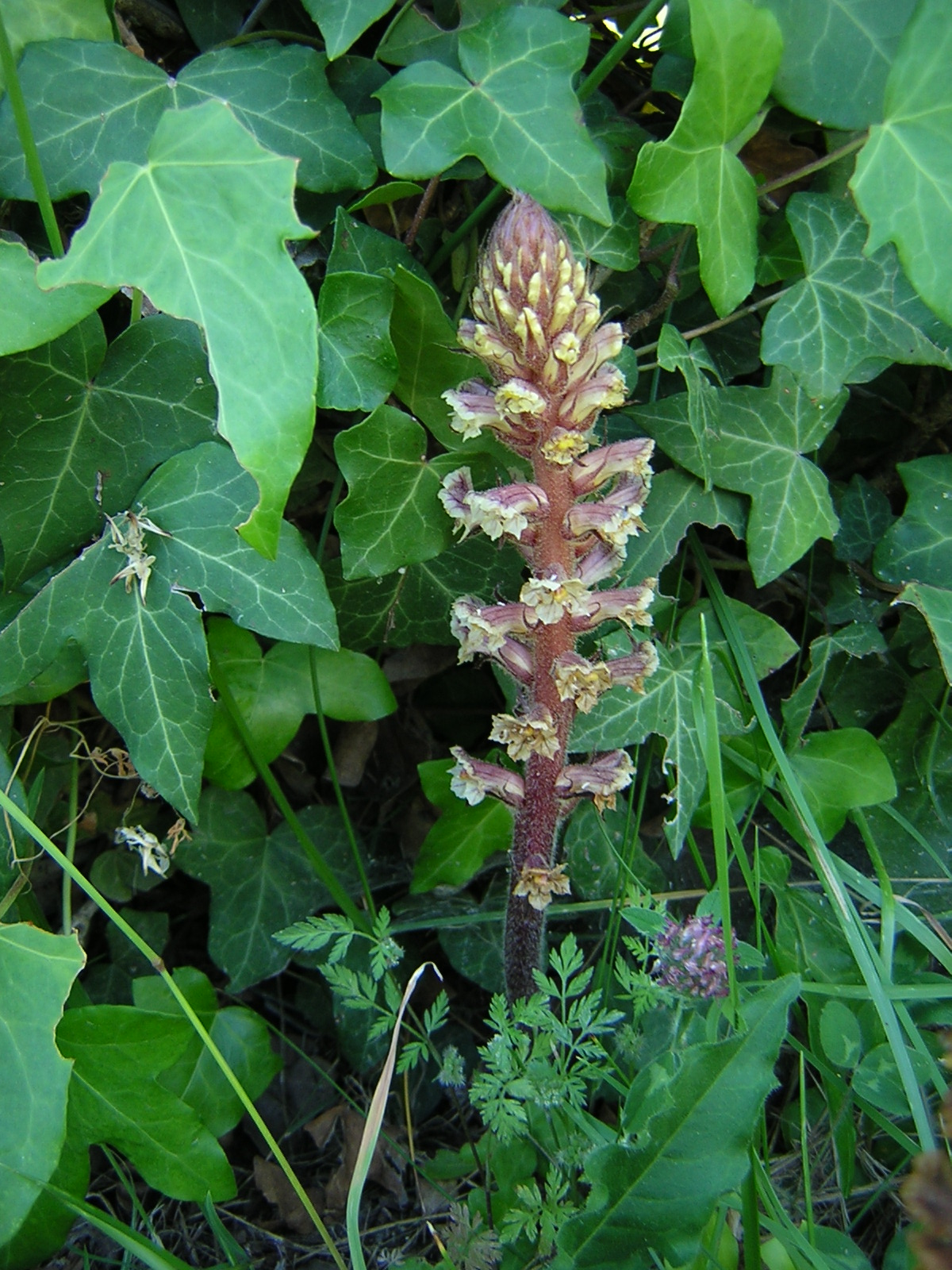
Orobanche hederae

- Orobanche hadroantha Beck, 1890[30]
- Orobanche haenseleri Reut., 1847
- Orobanche hansii A. Kern., 1870
- Orobanche hederae Duby, 1828
- Orobanche heldreichii (Reut.) Beck, 1890[31]
- Orobanche hermonis Mouterde, 1973[32]
- Orobanche hirtiflora (Reut.) Tzvelev, 1957
- Orobanche hohenackeri Tzvelev, 1957
- Orobanche humbertii Maire, 1936[33]
- Orobanche hymenocalyx Reut., 1847[34]

## I
- Orobanche iammonensis A. Pujadas & P. Fraga, 2008[35]
- Orobanche iberica Tzvelev
- Orobanche inexspectata (Carlón & al.) Domina & al, 2013[36]
- Orobanche ingens (Beck) Tzvelev, 1990
- Orobanche inulae Novopokr. & Abramov, 1950[37]

## K
- Orobanche karatavica Pavlov
- Orobanche kelleri Novopokr., 1950
- Orobanche kochii F. W. Schultz, 1847[38]
- Orobanche kotschyi Reut., 1847
- Orobanche krylowii Beck, 1881[39]
- Orobanche kurdica Boiss. & Hausskn., 1879[40]

## L

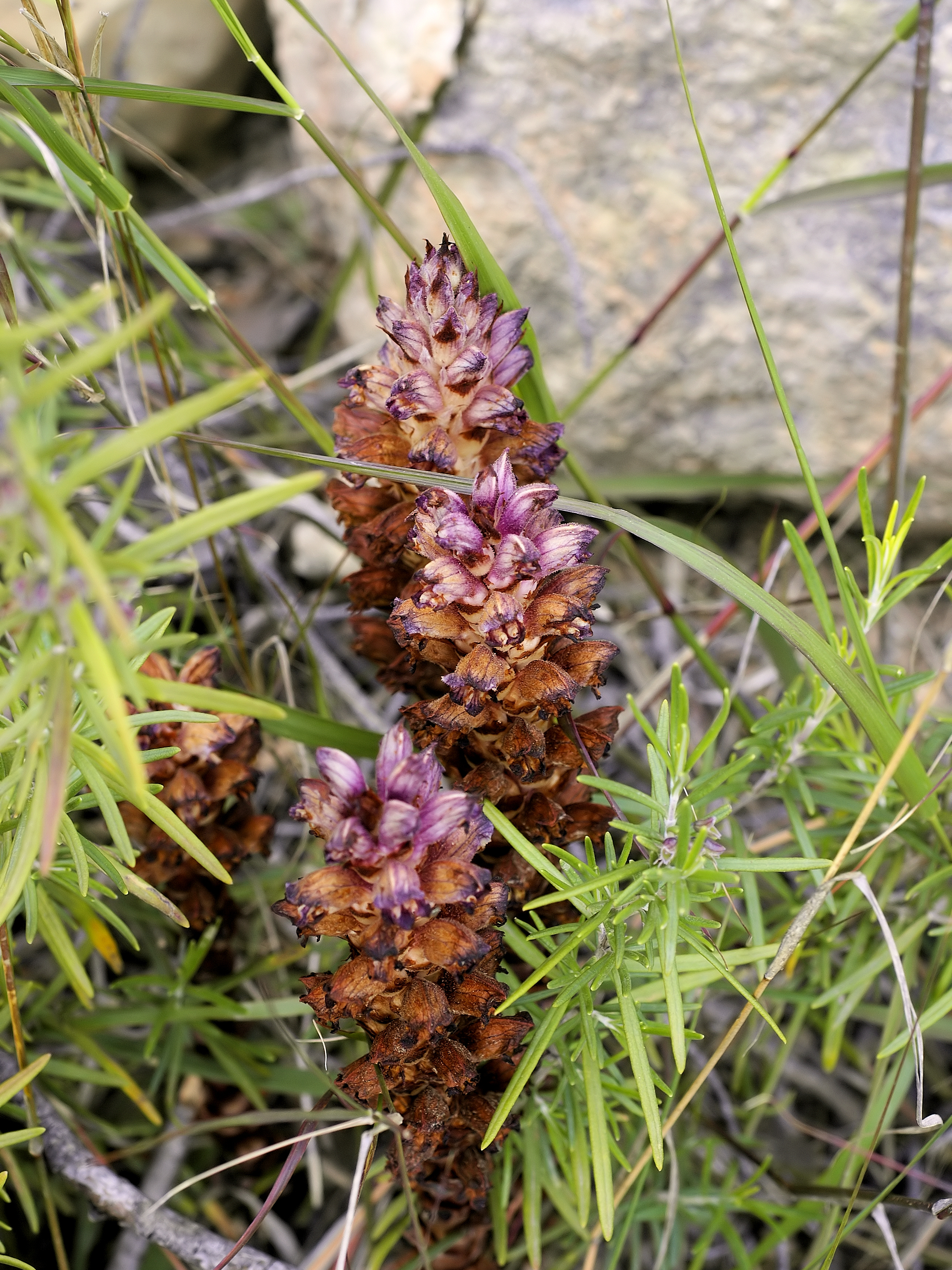
Orobanche latisquama
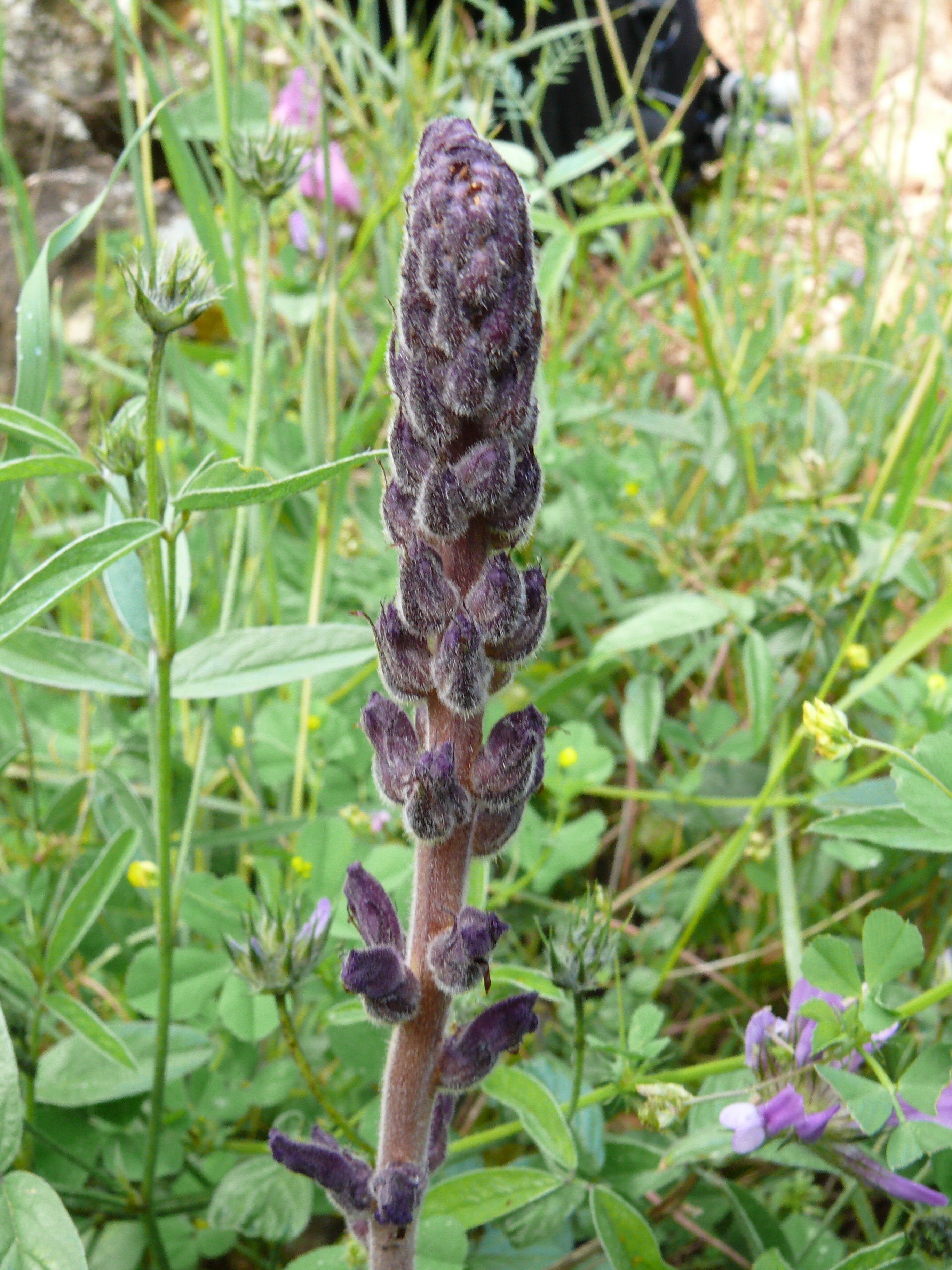
Orobanche lavendulacea
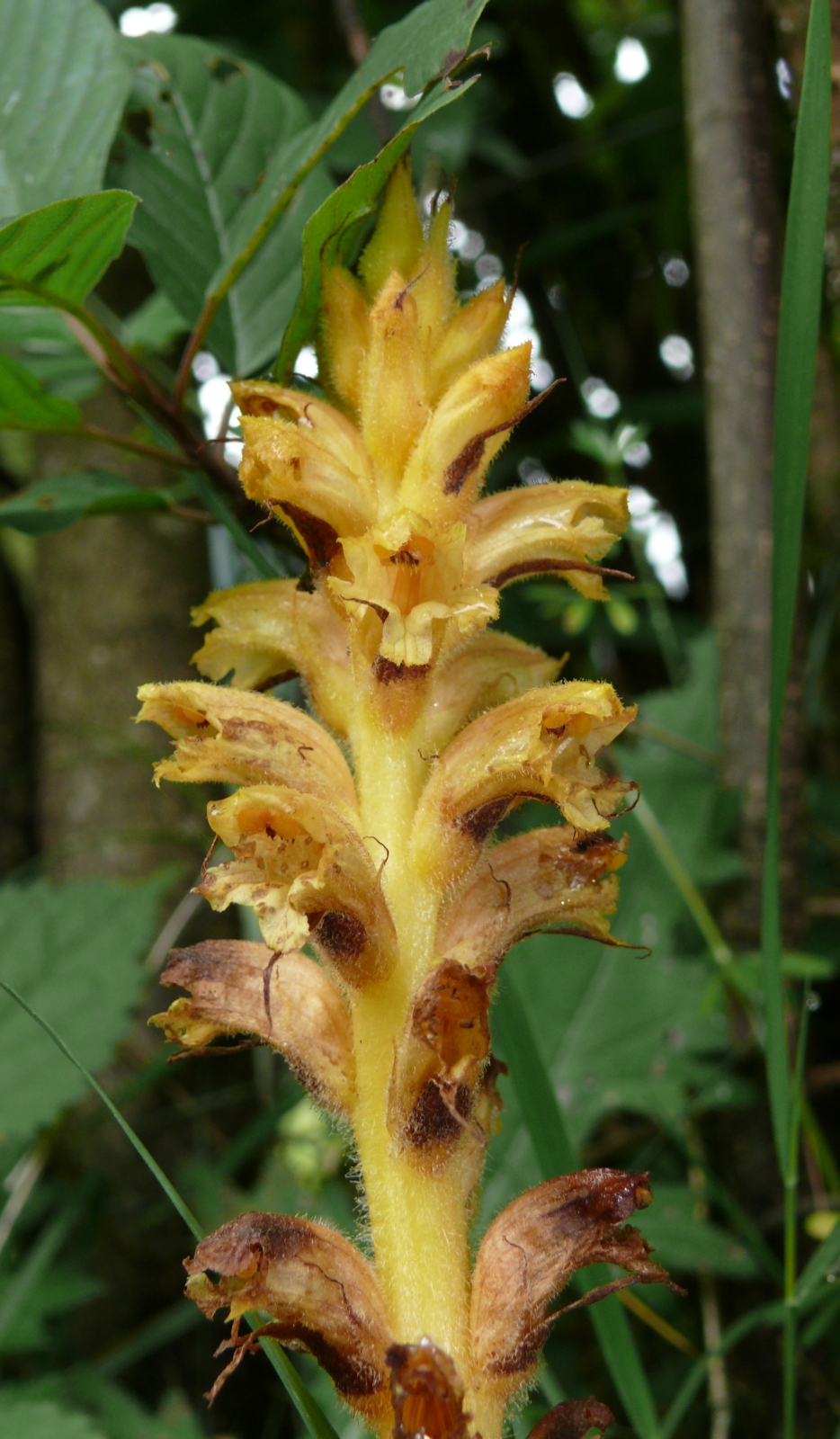
Orobanche lucorum
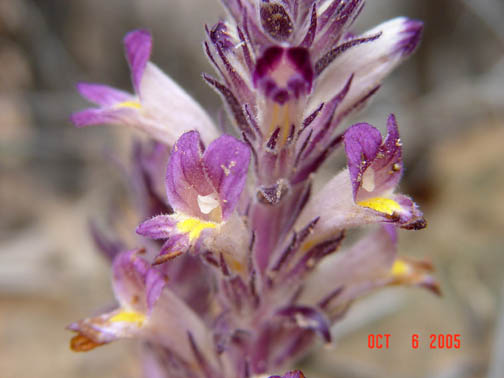
Orobanche ludoviciana
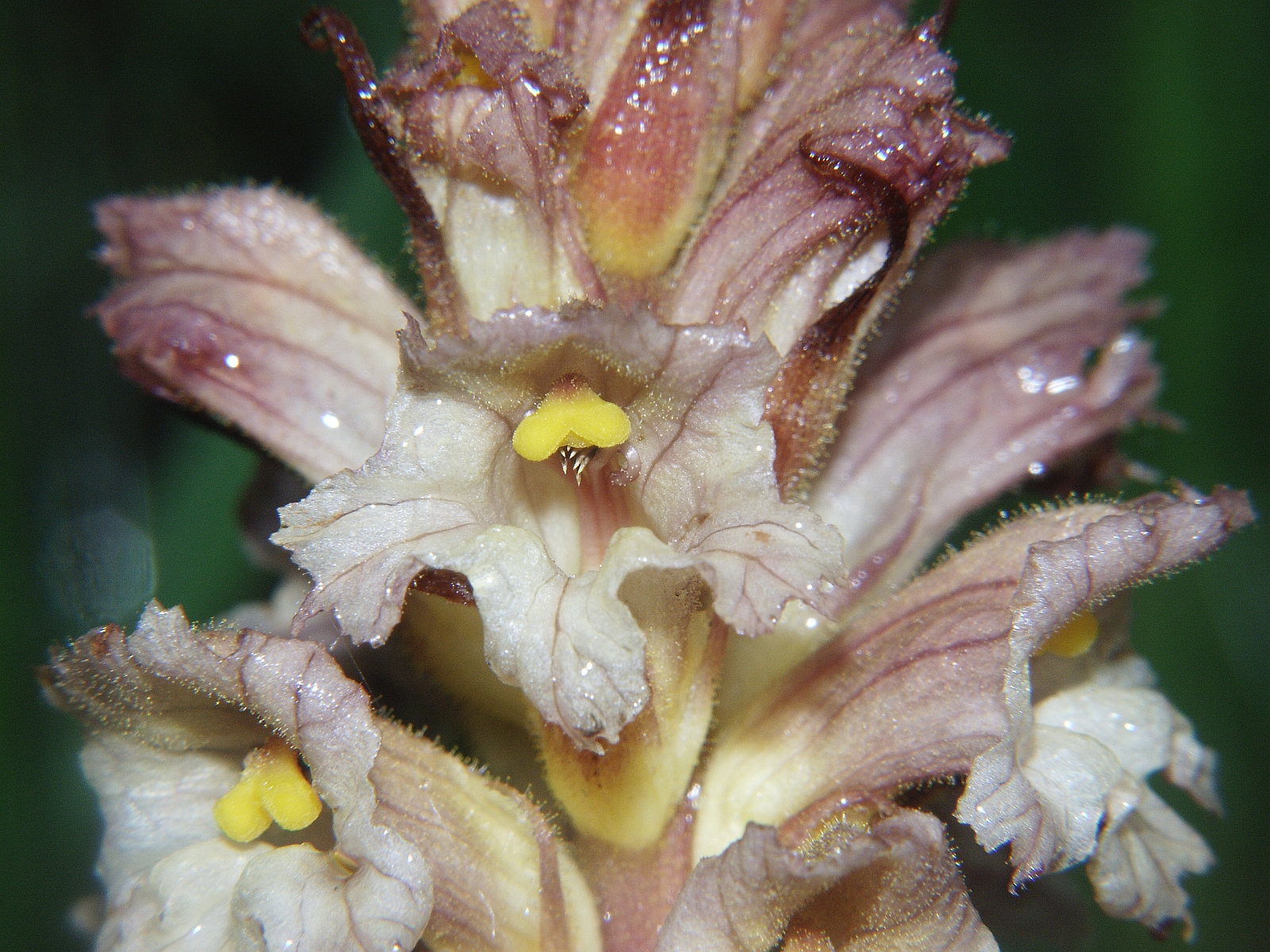
Orobanche lutea

- Orobanche lainzii (Gómez Nav. & al.) Triano & A. Pujadas, 2012[41]
- Orobanche lanuginosa (C.A. Mey.) Beck ex Krylov, 1881
- Orobanche laserpitii-sileris Reut. ex Jord., 1846
- Orobanche latisquama (F.W.Schultz) Batt., 1890
- Orobanche lavandulacea Rchb., 1829
- Orobanche laxissima Rätzel & Uhlich, 2004[42]
- Orobanche leptantha Pomel, 1874[43]
- Orobanche libanotidis Rupr.
- Orobanche litorea Guss., 1828
- Orobanche longibracteata Schiman-Czeika, 1964[44]
- Orobanche loricata Rchb.
- Orobanche lucorum A.Braun, 1833
- Orobanche ludoviciana Nutt., 1818
- Orobanche lutea Baumg., 1816
- Orobanche lycoctonii Rhiner, 1892

## M

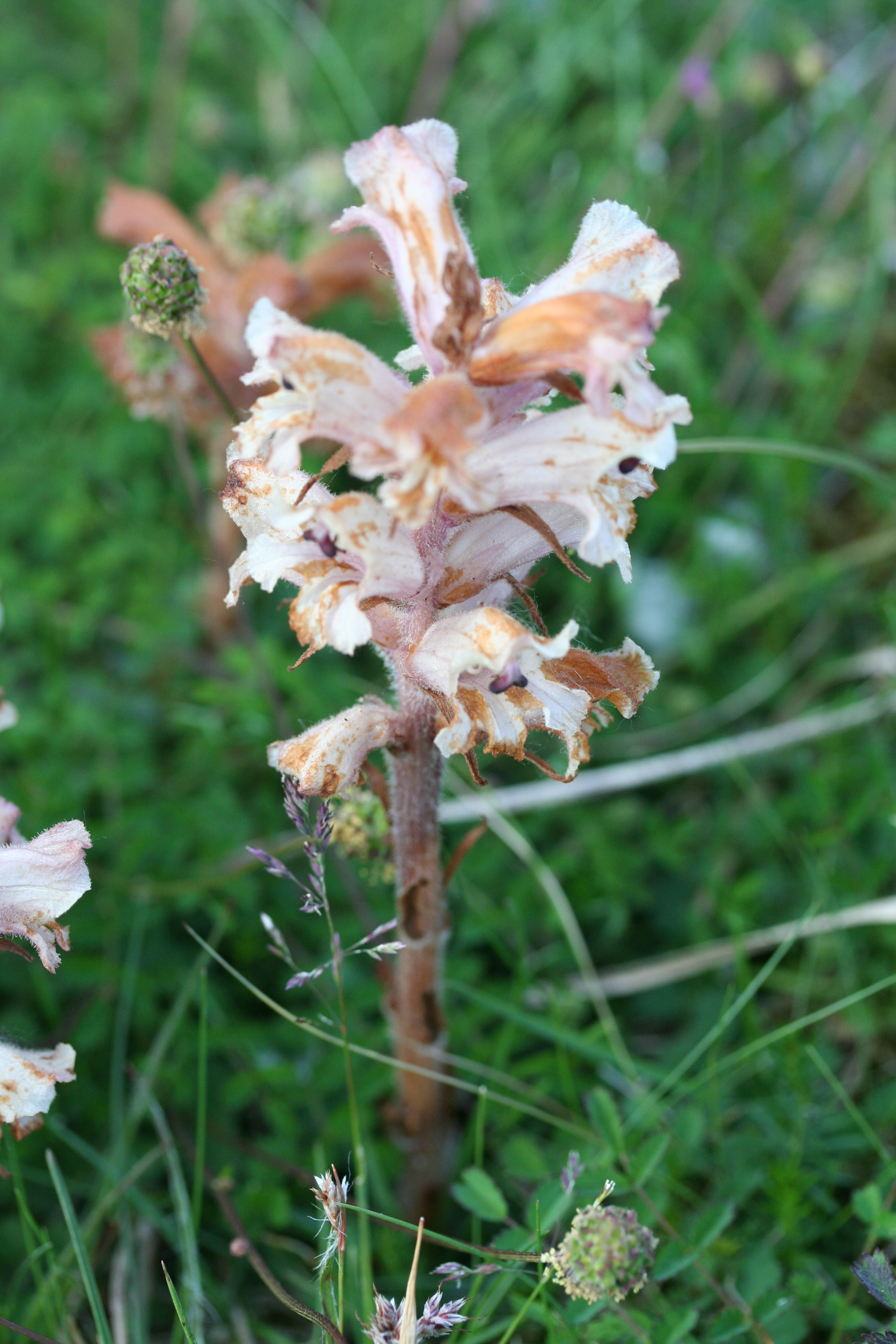
Orobanche minor
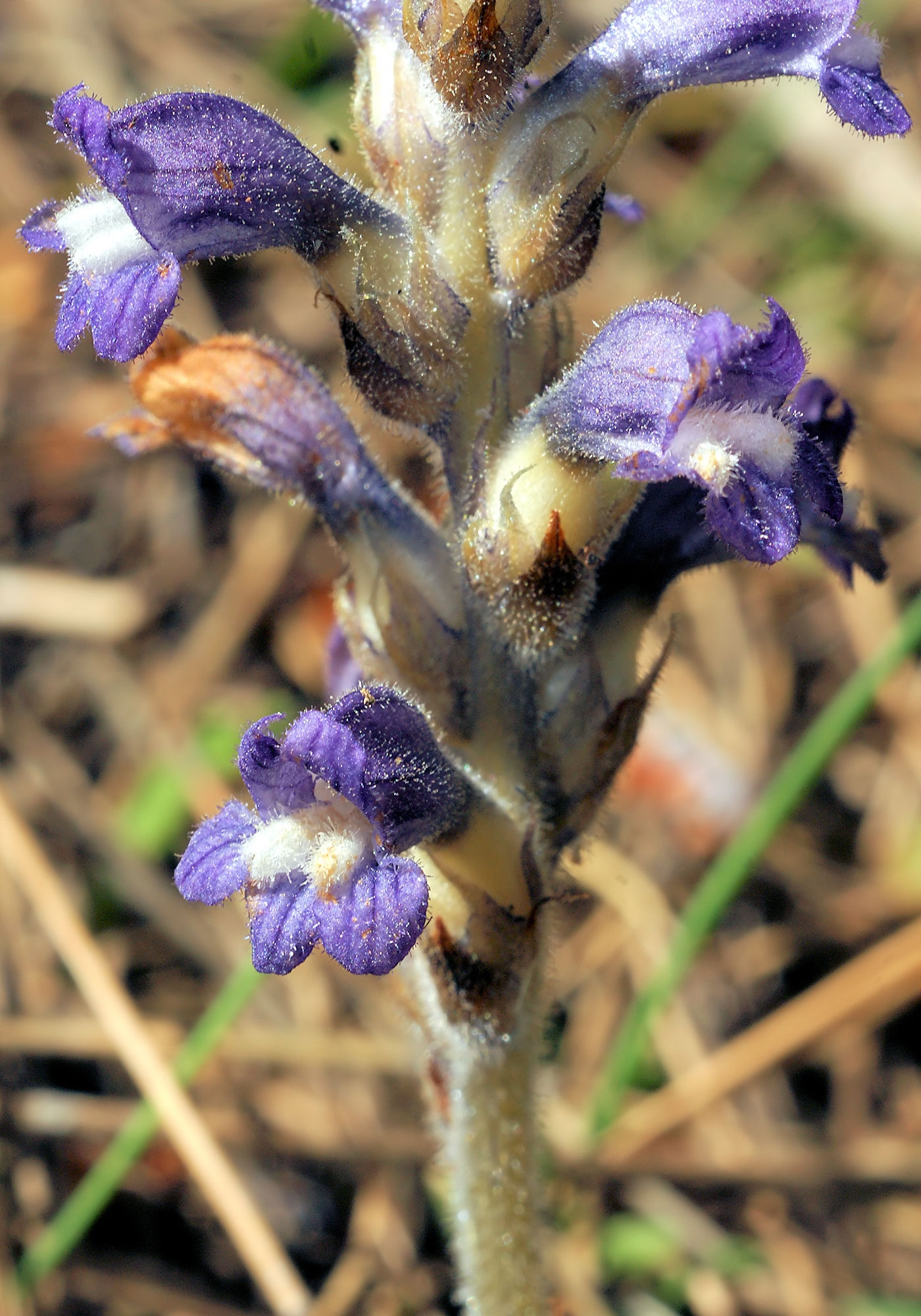
Orobanche mutelii

- Orobanche maritima Pugsley, 1940[45]
- Orobanche mauretanica Beck, 1890[46]
- Orobanche megalantha Harry Sm., 1933
- Orobanche minor Sm., 1797
- Orobanche mongolica Beck, 1890
- Orobanche montserratii A.Pujadas & D.Gómez, 2000
- Orobanche multicaulis Brandegee, 1916
- Orobanche multiflora Nutt., 1848
- Orobanche mupinensis Hu, 1939
- Orobanche mutelii F.W.Schultz, 1835

## N

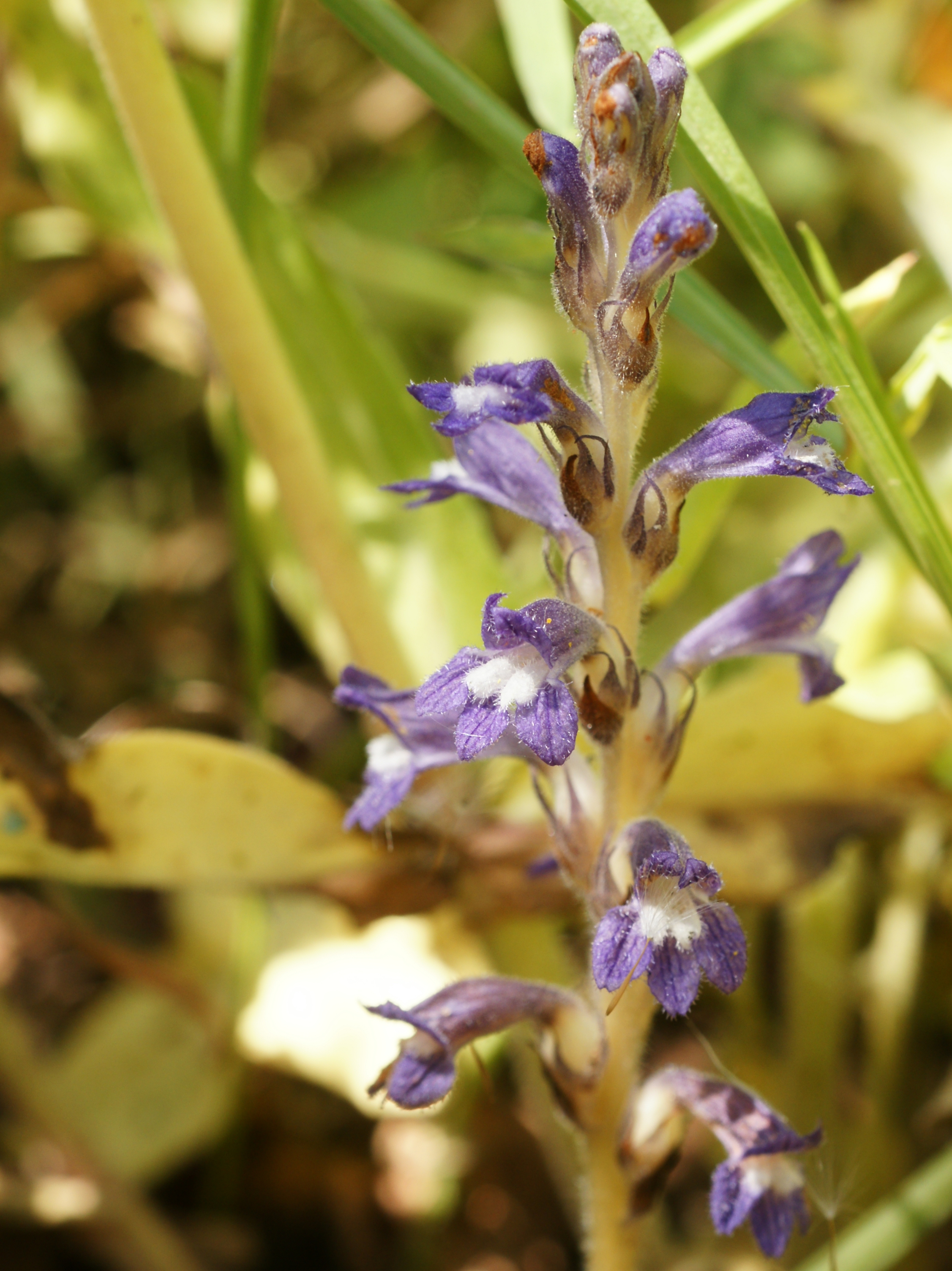
Orobanche nana

- Orobanche nana (Reut.) Beck, 1890
- Orobanche nowackiana Markgr., 1926

## O
- Orobanche olbiensis (Coss.) Nyman, 1855
- Orobanche ombrochares Hance, 1873
- Orobanche orientalis Beck, 1890
- Orobanche owerinii Beck, 1922
- Orobanche oxyloba (Reut.) Beck, 1887

## P

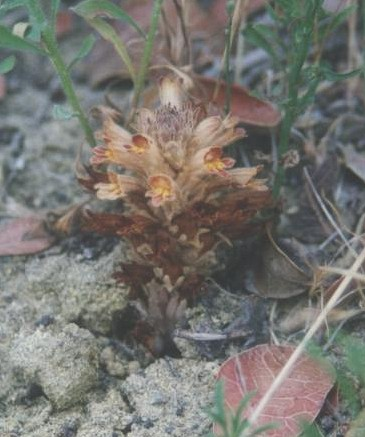
Orobanche parishii
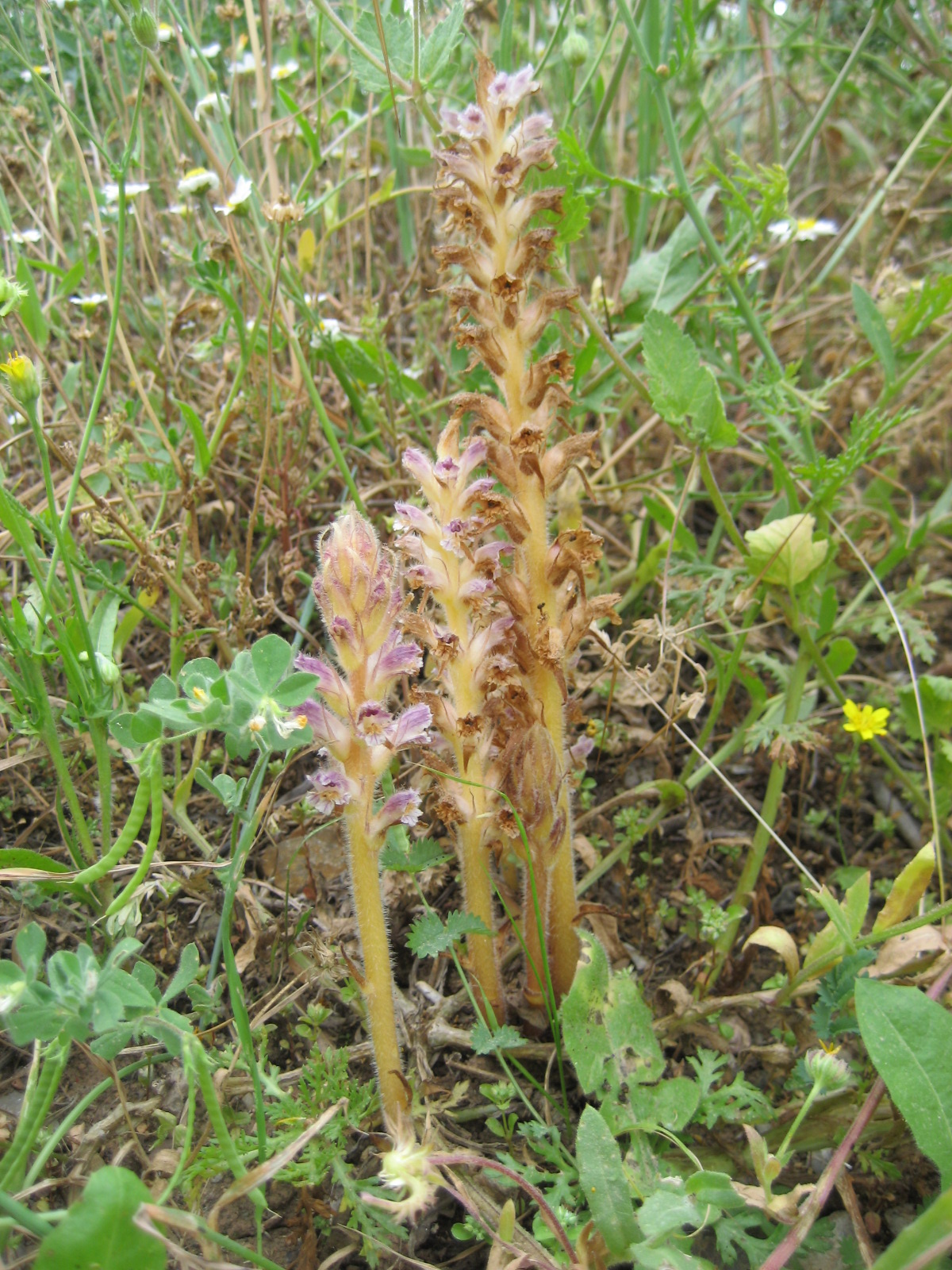
Orobanche pubescens
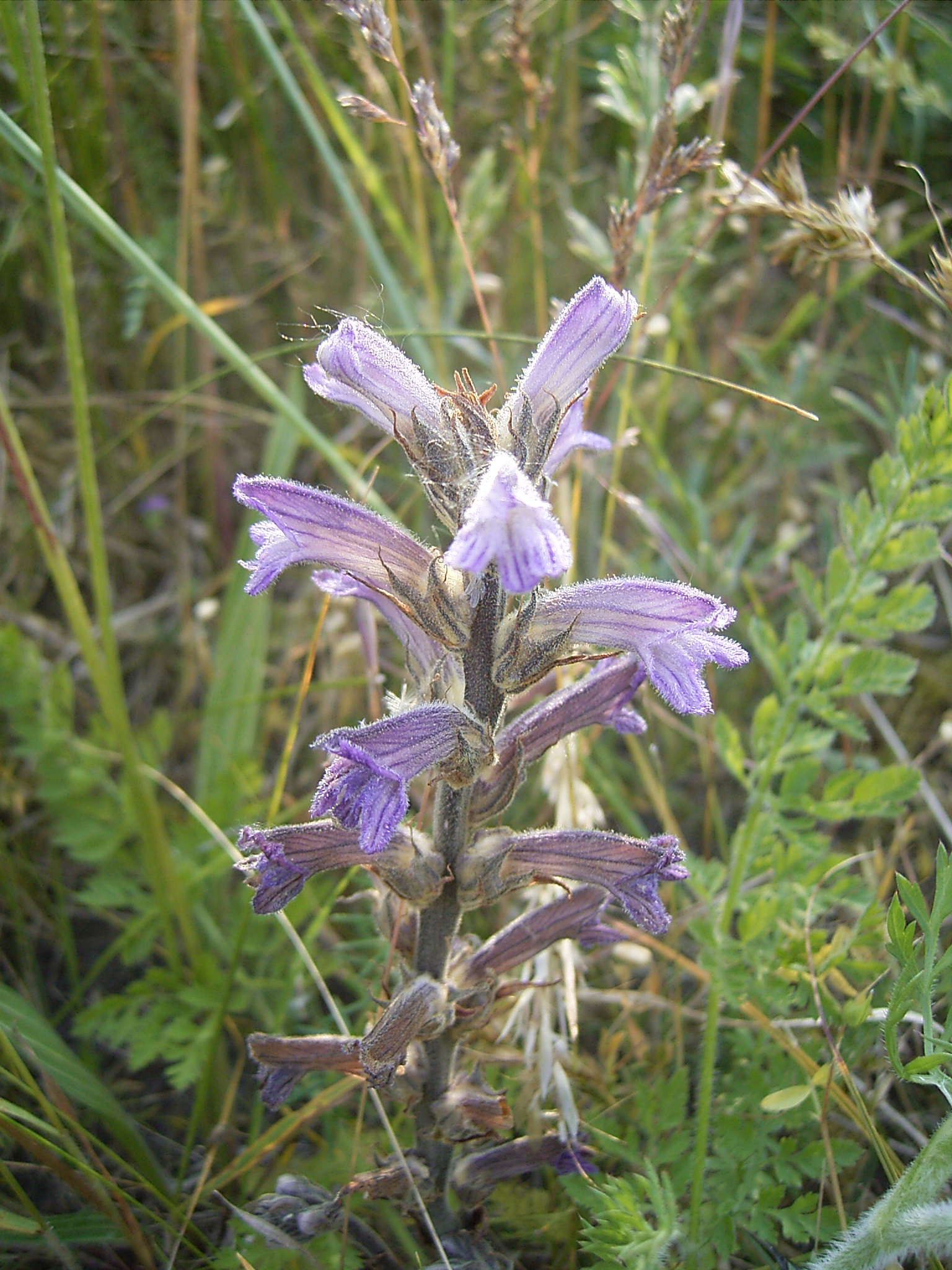
Orobanche purpurea

- Orobanche palaestina Reut., 1847
- Orobanche pallidiflora Wimm. & Grab.
- Orobanche pancicii Beck, 1887
- Orobanche parishii (Jeps.) Heckard, 1973
- Orobanche pinorum Geyer ex Hook., 1851
- Orobanche portoilicitana A. Pujadas & M. B. Crespo, 2004[47]
- Orobanche pseudorosmarina A. Pujadas & Muñoz Garm., 2010[48]
- Orobanche pubescens d'Urv., 1822
- Orobanche pulchella Novopokr., 1846
- Orobanche purpurea Jacq., 1762
- Orobanche pycnostachya Hance, 1873

## R

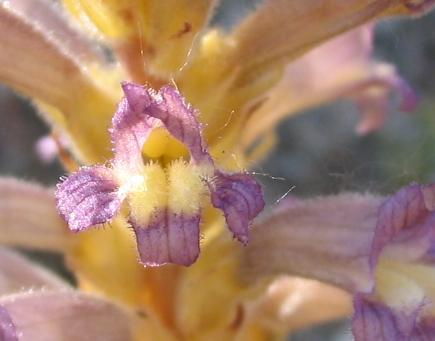
Orobanche ramosa
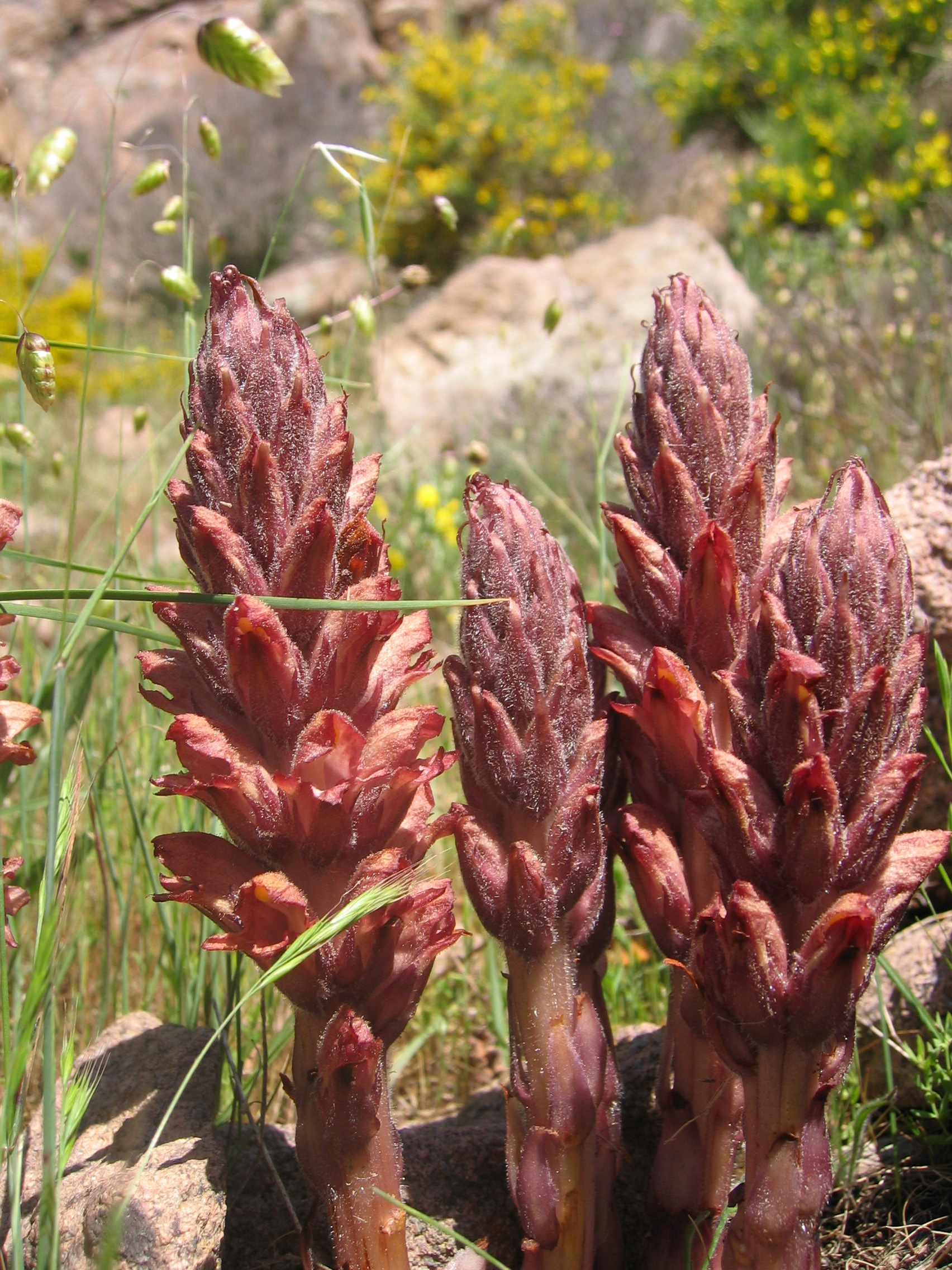
Orobanche rapum-genistae
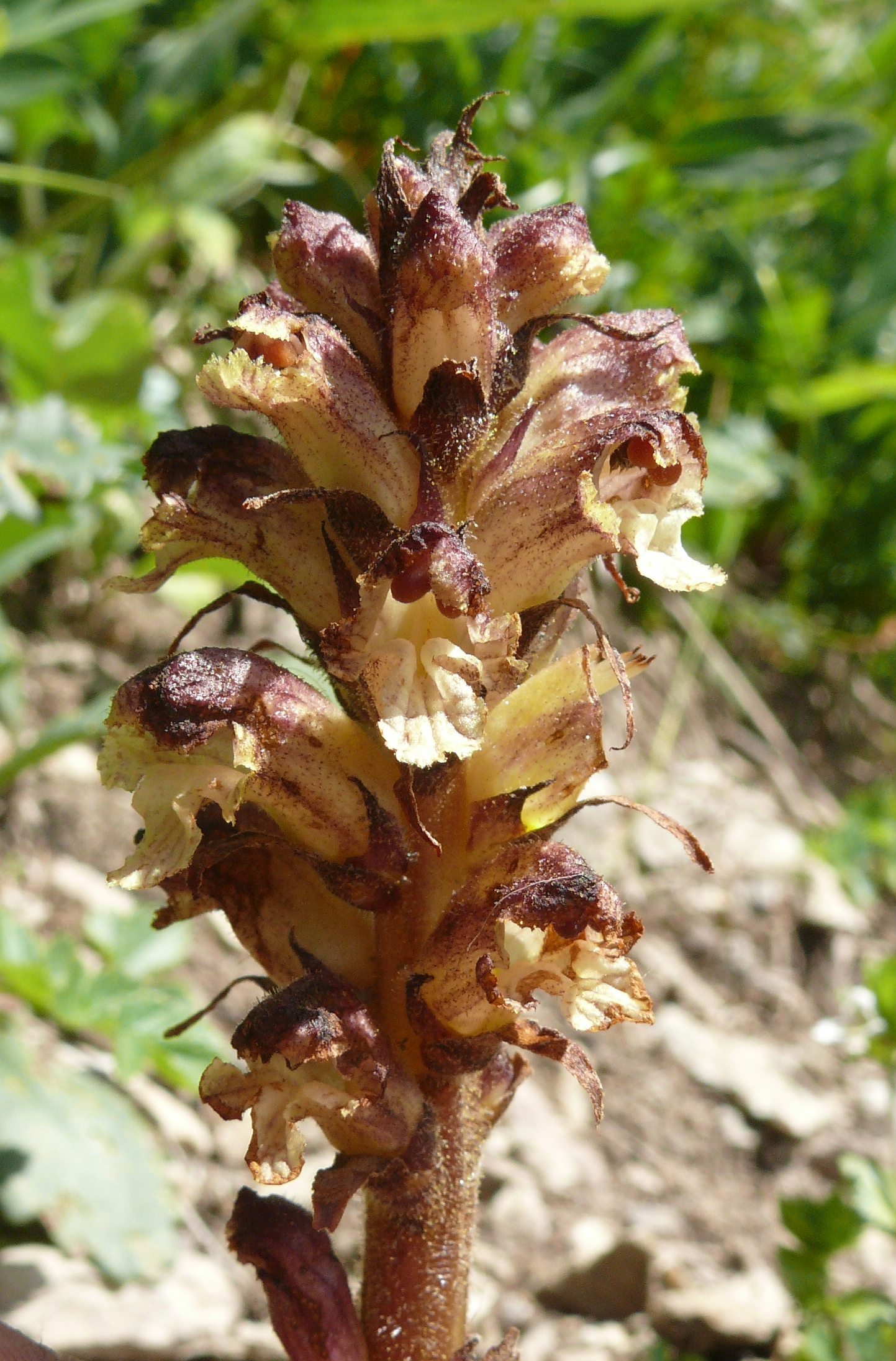
Orobanche reticulata

- Orobanche ramosa L., 1753
- Orobanche rapum-genistae Thuill., 1799
- Orobanche rechingeri Gilli, 1966
- Orobanche resedarum (Carlón & al.) A. Pujadas & Triano, 2011[49]
- Orobanche reticulata Wallr., 1825
- Orobanche reuteriana (Rchb. f.) M. B. Crespo & A. Pujadas, 2006[50]
- Orobanche rigens Loisel., 1807
- Orobanche riparia L.T. Collins, 2009
- Orobanche rosea Tzvelev, 1958[51]
- Orobanche rosmarina Beck, 1921
- Orobanche rumseyana A. Pujadas & P. Fraga, 2012[52]

## S

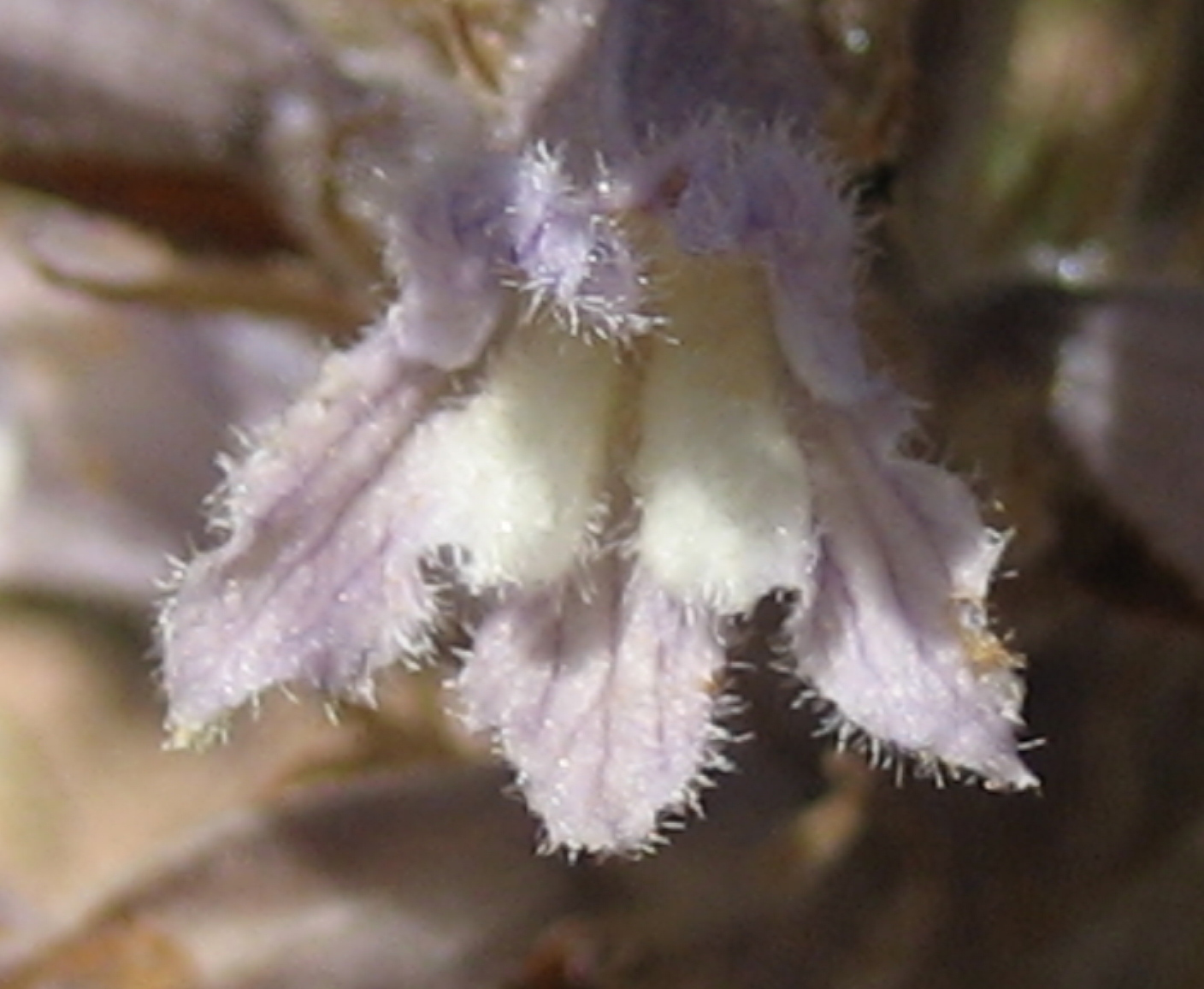
Orobanche schultzii

- Orobanche salviae F.W.Schultz ex W.D.J.Koch, 1833
- Orobanche sanguinea C.Presl, 1822
- Orobanche schelkovnikovii Tzvelev, 1958[53]
- Orobanche schultzii Mutel, 1835
- Orobanche schultzioides (M. J. Y. Foley) Domina, 2010[54]
- Orobanche schweinfurthii Beck, 1890[55]
- Orobanche septemloba Tzvelev, 1957
- Orobanche serbica Beck & Petrovic, 1885
- Orobanche serratocalyx Beck, 1890
- Orobanche sideana Gilli, 1971[56]
- Orobanche sinensis Harry Sm., 1933
- Orobanche sintenisii Beck, 1904[57]
- Orobanche sogdiana Novopokr.
- Orobanche solmsii C.B. Clarke, 1884
- Orobanche sordida C.A. Mey., 1830
- Orobanche stocksii Boiss., 1879

## T

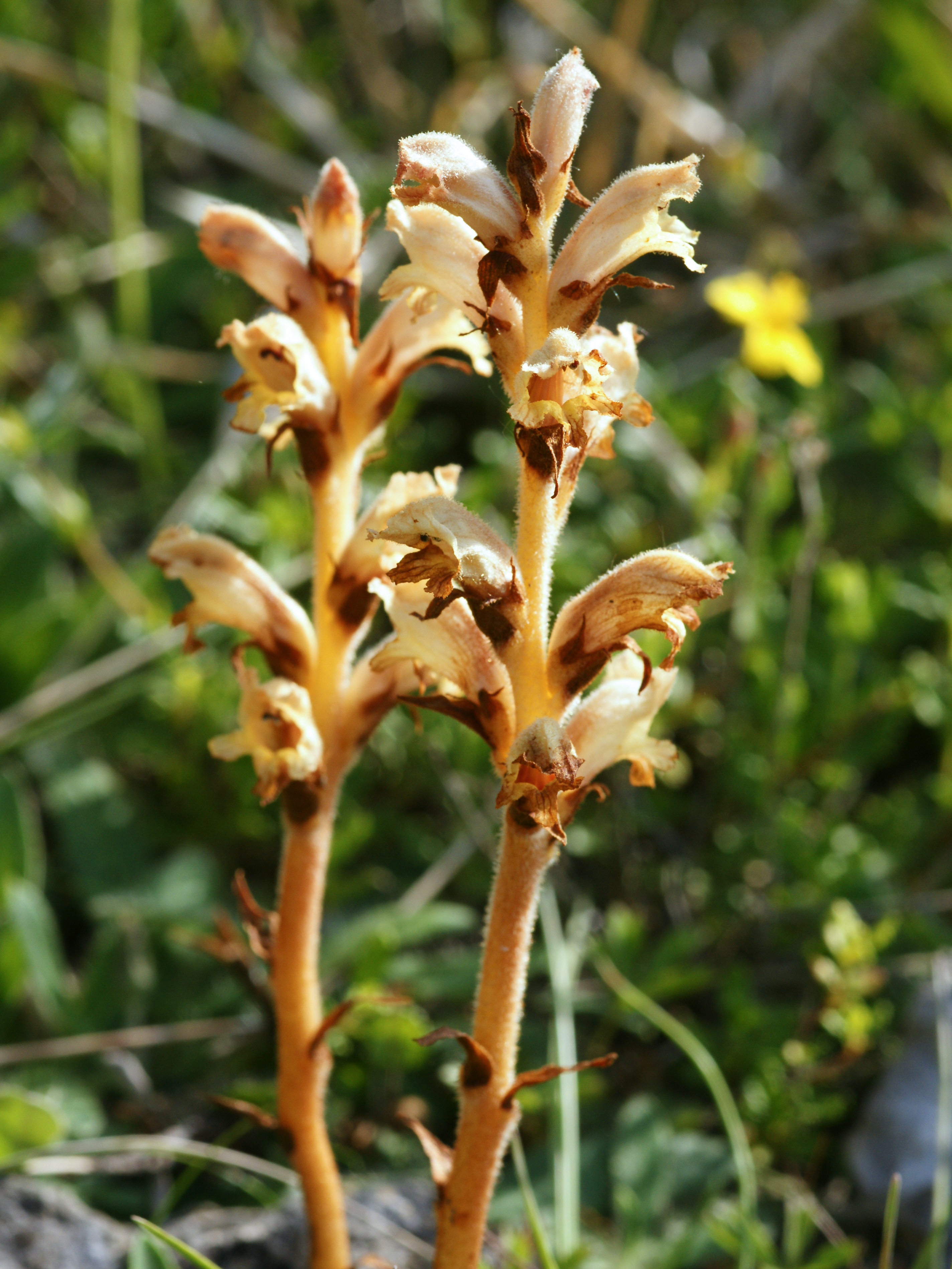
Orobanche teucrii

- Orobanche tacnaensis Mattf., 1922
- Orobanche tarapacana Phil.
- Orobanche terrae-novae Fernald, 1926
- Orobanche tetuanensis Ball, 1878
- Orobanche teucrii Holandre, 1829
- Orobanche thapsoides Lojac., 1883
- Orobanche transcaucasica Tzvelev, 1958[58]
- Orobanche trichocalyx (Webb & Berthel.) Beck, 1890
- Orobanche tricholoba (Reut.) Domina, 2010[59]

## U

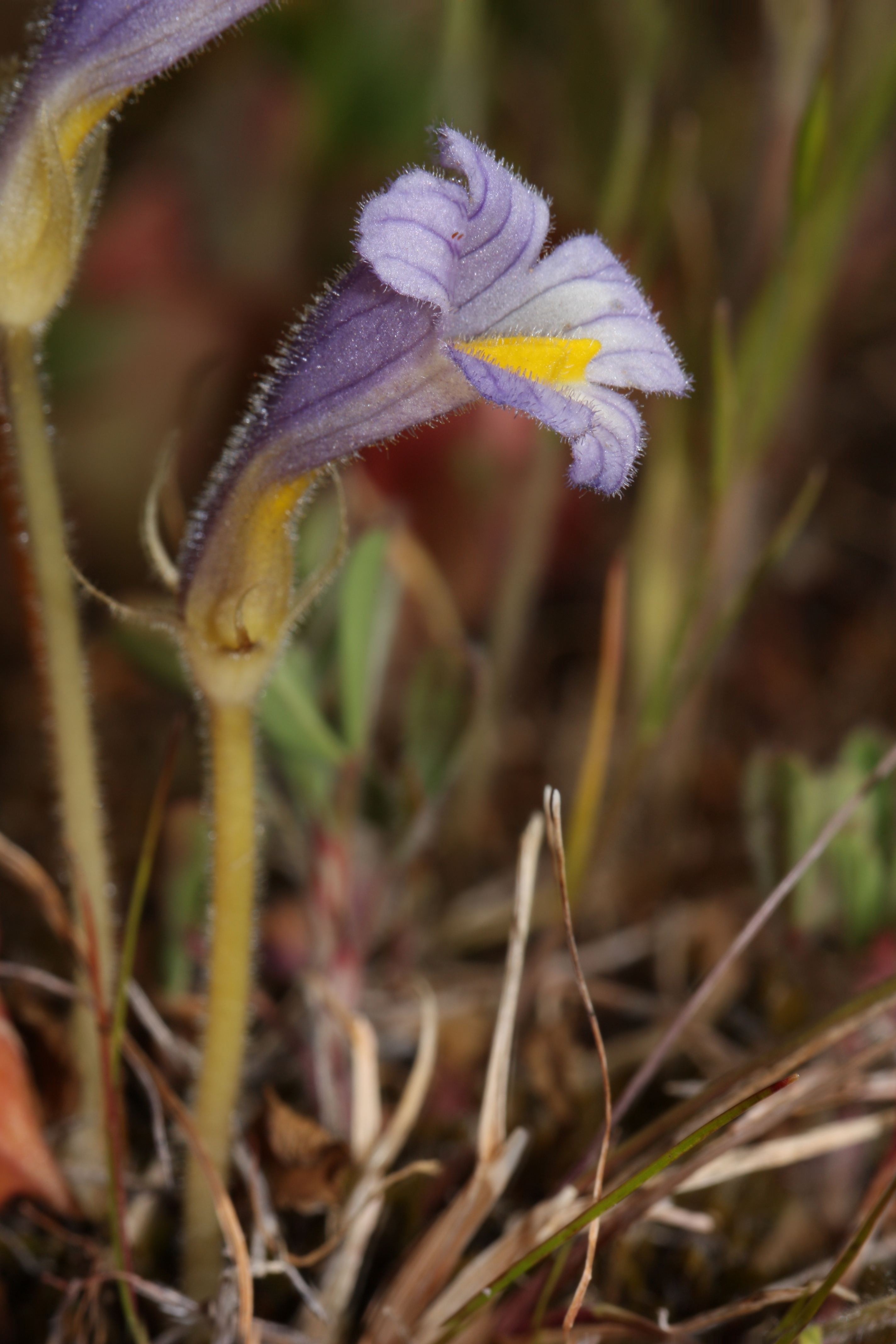
Orobanche uniflora

- Orobanche uniflora L., 1753
- Orobanche uralensis Beck, 1890

## V

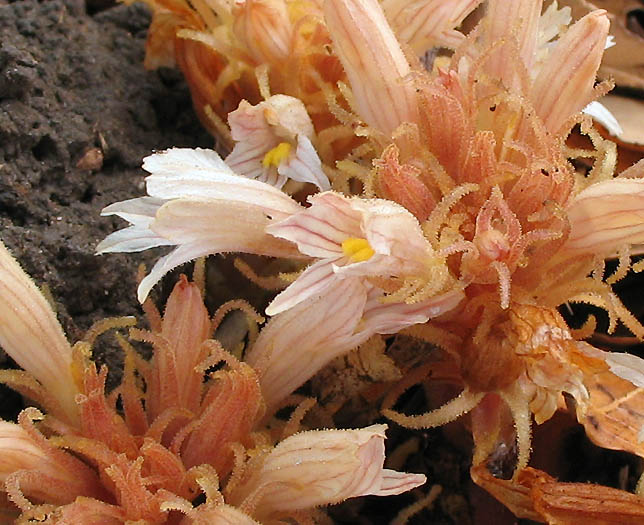
Orobanche vallicola
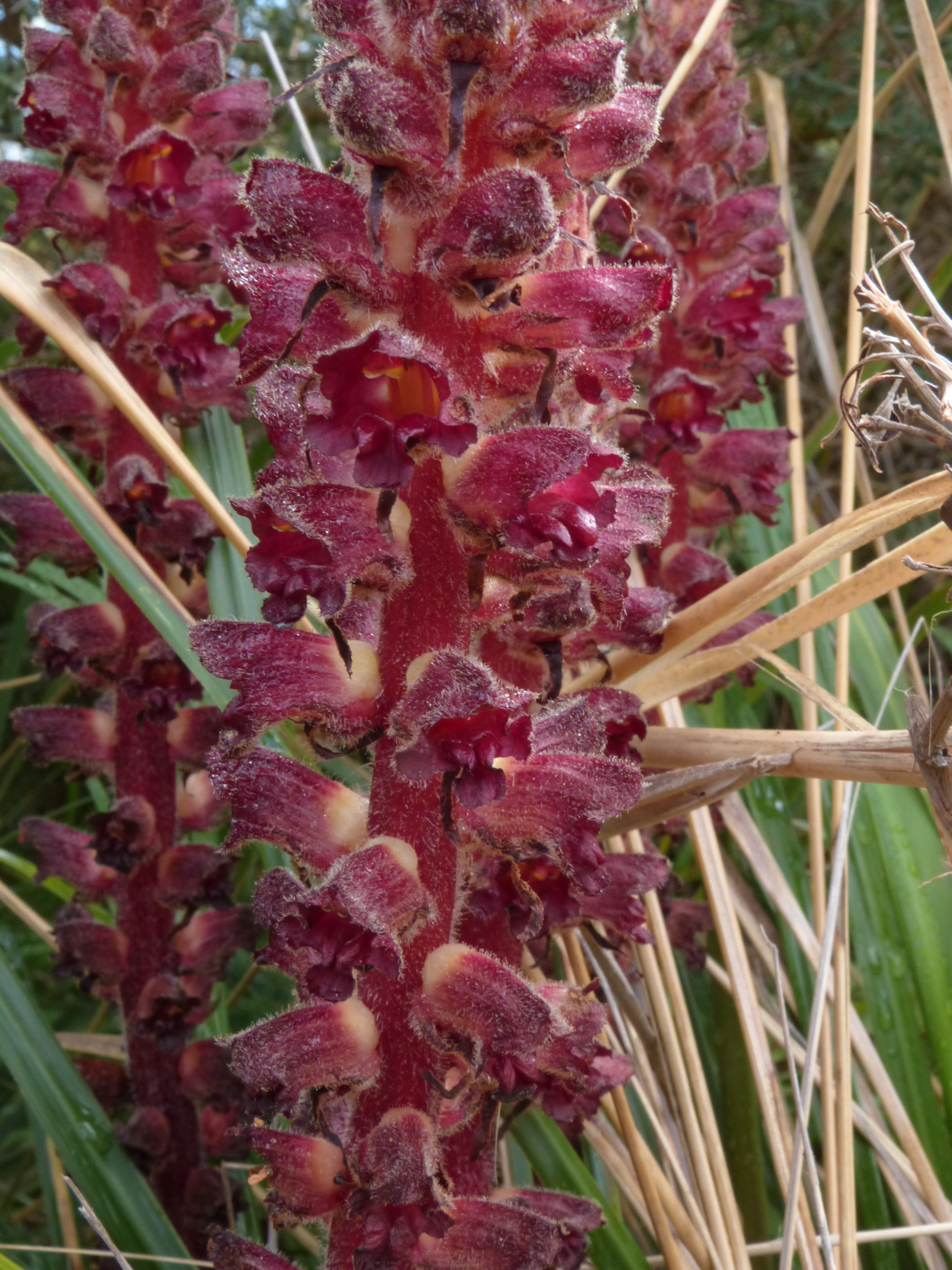
Orobanche variegata

- Orobanche valida Jeps., 1929
- Orobanche vallicola (Jeps.) Heckard, 1973
- Orobanche variegata Wallr., 1825
- Orobanche vitellina Novopokr., 1950[60]

## W
- Orobanche weberbaueri Mattf., 1922

## Y
- Orobanche yunnanensis (Beck) Hand.-Mazz., 1936

## Z
- Orobanche zosimi (M. J. Y. Foley) Domina, 2010[61]